# John Singer Sargent
John Singer Sargent (Florencia, 12 de enero de 1856-Londres, 14 de abril de 1925) fue un pintor estadounidense, considerado el «retratista de más éxito de su generación». Durante su carrera, realizó cerca de 900 pinturas al óleo y más de 2000 acuarelas, así como innumerables bocetos y dibujos al carboncillo. Su obra en acuarela documenta sus viajes a lo largo del mundo, incluyendo lugares como Venecia, el Tirol, Corfú, España, Oriente Medio, Montana, Maine o Florida. 
Sus padres eran estadounidenses, pero él se formó en París antes de trasladarse a Londres. Sargent disfrutó del aplauso internacional como retratista, aunque no sin cierta controversia y alguna reserva crítica. Desde el principio, su trabajo se caracterizó por una destacable habilidad técnica, particularmente su facilidad para el dibujo con el pincel, que en años posteriores generó tanto admiración como críticas por una supuesta superficialidad. Sus retratos de encargo se enmarcaban dentro de un estilo clasicista, mientras que sus estudios informales y bocetos mostraban una cierta cercanía con el impresionismo. En los últimos años de su vida, Sargent se expresó ambivalente en relación con las restricciones formales del retrato, dedicando gran parte de su esfuerzo a la pintura mural y al aire libre. Vivió la mayor parte de su vida en Europa.

## Biografía

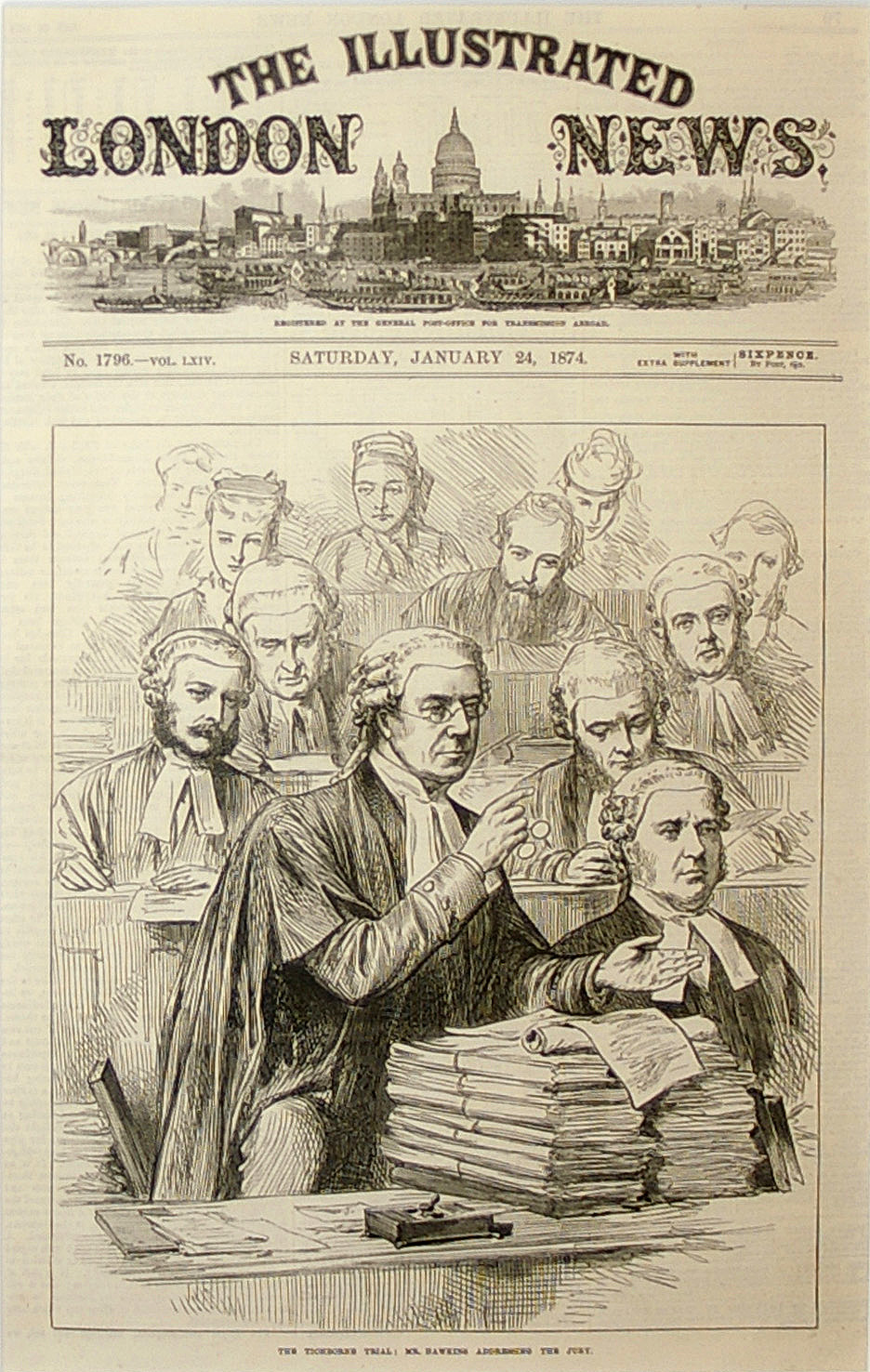
Illustrated London News, primera fuente de inspiración de Sargent

Antes del nacimiento de Sargent, FitzWilliam, su padre, (n. 1820, Gloucester, Massachusetts) fue cirujano ocular en el hospital Wills Eye (Filadelfia) durante el período 1844-1854. Después de que el hermano mayor de John muriera a la edad de dos años, su madre, Mary (de soltera, Singer), sufrió una crisis nerviosa, y la pareja decidió marcharse para recuperarse. Fueron nómadas expatriados durante el resto de su vida. Con residencia habitual en París, los padres de Sargent se desplazaban regularmente según la estación del año a alojamientos en la costa y la montaña de Francia, Alemania, Italia y Suiza. Estando Mary embarazada, se detuvieron en Florencia debido a una epidemia de cólera. John Singer Sargent nació allí en 1856. Un año más tarde, nació su hermana Mary. Después de su nacimiento, muy a su pesar, FitzWilliam renunció a su puesto en Filadelfia y aceptó las súplicas de su esposa para permanecer en el extranjero. Vivieron modestamente, gracias a una pequeña herencia y a sus ahorros, llevando una vida tranquila junto a sus hijos. Evitaron, generalmente, actos sociales y a otros estadounidenses, excepto a sus amigos del mundo del arte. Estando en el extranjero, nacieron cuatro hijos más, de los cuales solo dos sobrevivieron más allá de la infancia.
Aunque su padre era un paciente profesor de asignaturas básicas, el joven Sargent era un niño inquieto, más interesado en actividades al aire libre que en sus estudios. Su padre escribió "es todo un observador de la naturaleza". Su madre estaba bastante convencida de que viajar a lo largo de Europa, visitando museos e iglesias, daría al joven Sargent una educación satisfactoria. Diversos intentos de escolarizarlo formalmente terminaron en fracaso, debido principalmente a su vida itinerante. La madre de Sargent era una artista aficionada y su padre, un diestro dibujante médico. Pronto, ella le proporcionó cuadernos de dibujo y lo animó a que dibujara las excursiones que realizara. El joven Sargent trabajó con cuidado en sus dibujos, copiando con entusiasmo imágenes de embarcaciones del semanario ilustrado The Illustrated London News y realizando detallados bocetos de paisajes. FitzWilliam tuvo esperanzas en que el interés de su hijo en las embarcaciones y el mar lo llevara a una carrera profesional en el sector naval.
A los trece años de edad, su madre escribió de John: "Dibuja muy bien y tiene un ojo extraordinariamente rápido y correcto. Si pudiéramos permitirnos el darle lecciones realmente buenas, pronto sería un pequeño artista". A los trece, recibió lecciones de acuarela de Carl Welsch, un paisajista alemán. Aunque su educación distó mucho de ser completa, Sargent creció hasta convertirse en un joven culto y cosmopolita, experto en arte, música y literatura. Hablaba con facilidad francés, italiano y alemán. A los diecisiete, fue descrito como "terco, curioso, resuelto y fuerte" (por su madre), pero tímido, generoso y modesto (por su padre). Tenía conocimiento de primera mano de muchos de los grandes maestros, y escribió en 1874: "En Venecia he aprendido a admirar inmensamente a Tintoretto y a considerarlo quizás solo por detrás de Miguel Ángel y Tiziano".

## Formación

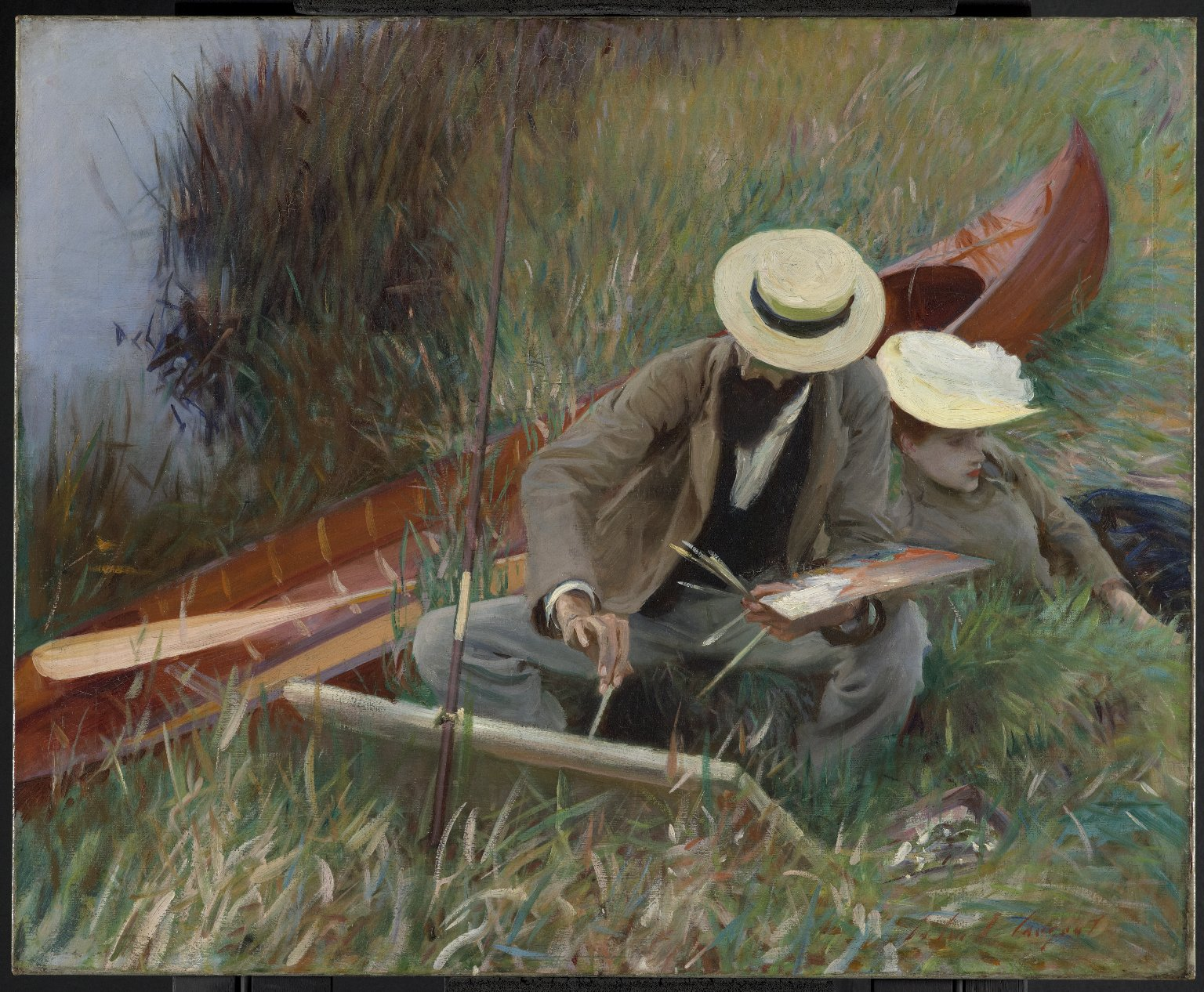
Paul Helleu dibujando, con su esposa, 1889, Brooklyn Museum, Nueva York.

El intento de Sargent de estudiar en la Academia de Florencia no tuvo éxito, debido a que ésta estaba reorganizándose por entonces; así, tras regresar a París desde Florencia, comenzó estudios de arte con Carolus-Duran. El joven retratista francés, que había tenido una meteórica ascensión, era conocido por su técnica enérgica y su modernos métodos de enseñanza, y su influencia fue clave en Sargent durante el periodo 1874-1878.
En 1874, en su primer intento, Sargent aprobó el riguroso examen de ingreso a la École des Beaux-Arts, la principal escuela de arte de Francia. Recibió clases de dibujo, incluyendo anatomía y perspectiva, ganando un segundo premio, de plata. Además, dedicó mucho tiempo al estudio por su cuenta, dibujando en museos y pintando en un estudio que compartía con James Carroll Beckwith. Este llegó a ser tanto un gran amigo como su principal conexión con artistas estadounidenses. Sargent también recibió clases de Léon Bonnat.
El taller de Carolus-Duran era progresista, prescindiendo del tradicional enfoque académico, que requería un dibujo cuidadoso de base, en favor del método alla prima, trabajando directamente sobre el lienzo con el pincel, tal y como hiciera Diego Velázquez. Este enfoque se apoya en la correcta ubicación de tonos de pintura, al tiempo que permite florituras espontáneas de color no sujetas a ningún dibujo de base. Esta aproximación era marcadamente diferente al método tradicional del estudio de Jean Léon Gérôme, donde habían estudiado los estadounidenses Thomas Eakins y Julian Alden Weir.
Sargent se convirtió rápidamente en el estudiante estrella. Weir, que conoció a Sargent en 1874, dijo de él que era "uno de los compañeros con más talento con que he coincidido; sus dibujos son como los de los viejos maestros, y su color es también magnífico." El dominio del francés de Sargent y su talento lo llevaron a ser popular y admirado. A través de su amistad con Paul César Helleu, Sargent conoció a personalidades del mundo del arte, entre las que se encontraban Degas, Rodin, Monet y Whistler.
En estos años, el principal interés de Sargent se centró en los paisajes, no en el retrato, como evidencian sus voluminosos libros de dibujos llenos de montañas, marinas y edificios. La experiencia de Carolus-Duran en el retrato finalmente influenció a Sargent en dicha dirección. Los encargos de pinturas históricas eran, por aquel entonces, considerados más prestigiosos, pero más difíciles de conseguir. Los retratos, por el contrario, eran la mejor forma de crearse una carrera en el mundo del arte, consiguiendo ser exhibido en el Salón de París, y ganarse la vida.
El primer gran retrato de Sargent fue el de su amiga Fanny Watts en 1877, así como su primera presencia en el Salón. Su extremadamente bien dibujada pose llamó la atención. Su segunda obra en el Salón fue Los recolectores de ostras de Cançale, una pintura impresionista, de la cual hizo dos copias, una de las cuales fue enviada a los Estados Unidos, recibiendo ambas críticas favorables.

## Trayectoria profesional

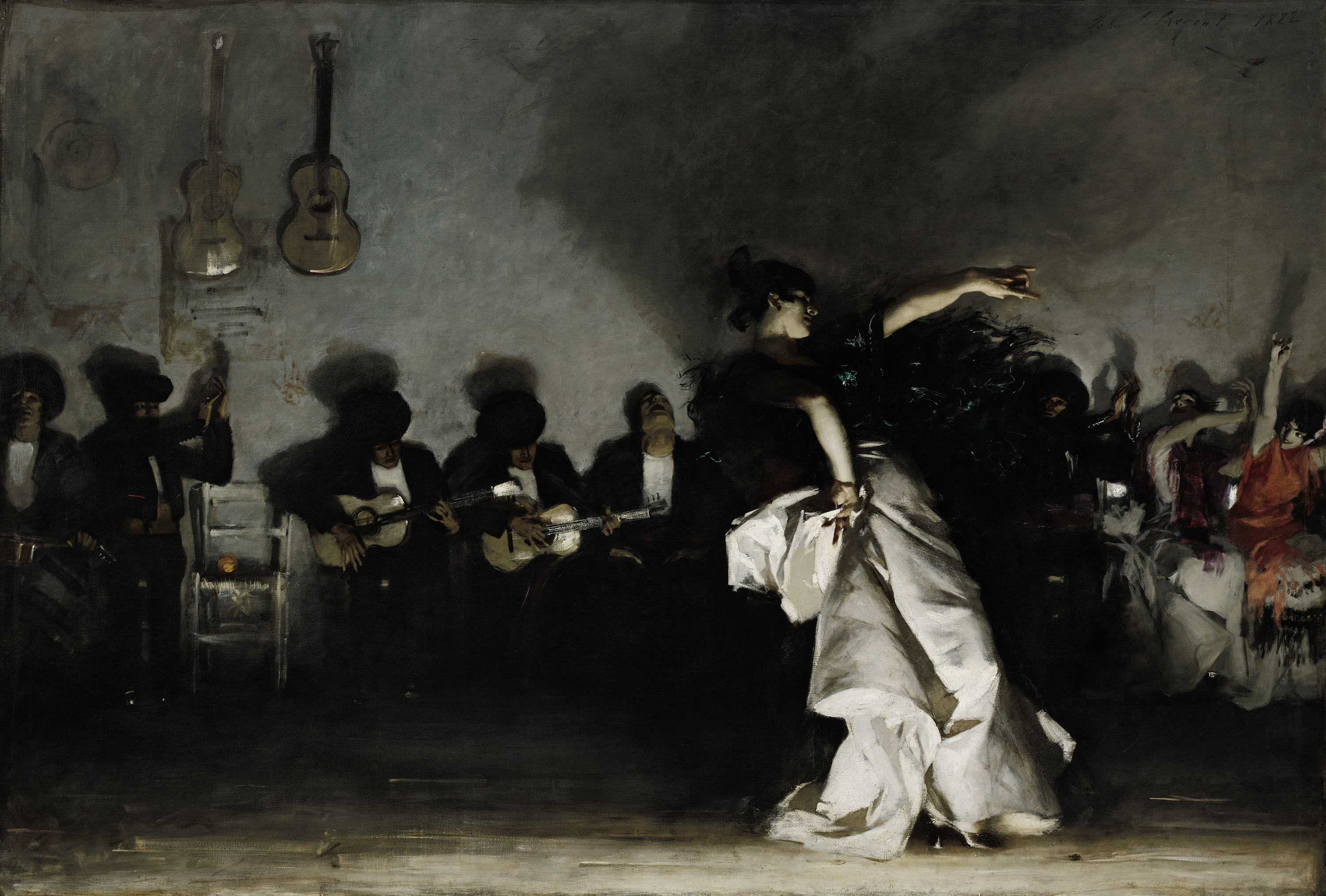
El jaleo,
1882, Museo Isabella Stewart Gardner, Boston.

En 1879, con 23 años, Sargent pintó un retrato de su maestro, Carolus-Duran con el que logró la aprobación del público, anunciando la dirección que tomarían sus obras de madurez. Su exposición en el Salón de París fue tanto un homenaje a su maestro como un anuncio para el encargo de retratos. Henry James escribió de la obra inicial de Sargent que el artista ofrecía "el ligeramente 'único' espectáculo de un talento que al inicio de su carrera no tiene nada más que aprender".
Después de abandonar el estudio de Carolus-Duran, Sargent visitó España. Allí estudió la obra de Velázquez con pasión, absorbiendo la técnica del maestro, al tiempo que tomó ideas para sus trabajos futuros. Pintó una copia literal de Las meninas, que ha sido adquirida para el futuro Lucas Museum of Narrative Art de Los Ángeles promovido por el cineasta George Lucas . Pero la obra de Sargent que más delata su deuda con el gran maestro español es el cuadro Las hijas de Edward Darley Boit, realizado en 1882, donde intenta captar el aire del interior como en Las meninas. Se conserva en el Museo de Bellas Artes de Boston. Encantado por la música y el baile español, este viaje volvió a despertar el talento de Sargent para la música -que era casi igual a su talento para el arte-, expresándolo visualmente en su temprana obra maestra El jaleo (1882). La música continuaría jugando un papel importante en su vida social, siendo un diestro acompañante de músicos tanto aficionados como profesionales. Sargent se convirtió en un ferviente defensor de compositores modernos, especialmente Gabriel Fauré.
Sus viajes a Italia dieron lugar a bocetos e ideas para diversas pinturas de escenas callejeras venecianas, que capturaron gestos y posturas que serían útiles para retratos posteriores.
Tras su regreso, Sargent no tardó en recibir diversos pedidos de retratos; su carrera estaba lanzada. Inmediatamente demostró la concentración y energía que le permitieron pintar con la constancia de un obrero durante los siguientes veinticinco años. Rellenó los intervalos entre pedidos con múltiples retratos de amigos y colegas. Sus modales, dominio del francés y nivel lo hicieron destacar entre los nuevos retratistas, expandiendo rápidamente su fama y prestigio. Su confianza le hizo establecer elevadas tarifas por su obra y le permitió rechazar clientes.

## Obra

### Retratos
En los primeros años de la década de 1880, Sargent expuso con regularidad diversos retratos en el Salón de París, la mayoría de los cuales fueron obras de gran formato retratando a mujeres, como Madame Edouard Pailleron (1880) (realizado al aire libre) y Madame Ramón Subercaseaux (1880, Amalia Errázuriz, la esposa del cónsul chileno en la capital francesa, que era también pintor; el óleo ganó una medalla en el Salón del año siguiente). Con estos lienzos Sargent continuó recibiendo críticas positivas. A través de los Subercaseaux, Sargent conoció al hermano de Amalia, José Tomás Errázuriz, artista también, y su esposa, la mecenas Eugenia Huici de Errázuriz, de quien haría varios retratos. 
Los mejores retratos de Sargent revelan la individualidad y personalidad de su modelos; sus más fervientes admiradores creen que en este aspecto solo es igualado por Velázquez, una de las grandes influencias de Sargent. La obra donde más claramente se percibe la influencia del pintor sevillano es en Las hijas de Edward Darley Boit (1882), una obra de interior con reminiscencias a Las Meninas. Como en muchos de sus retratos más tempranos, Sargent se atreve a usar diferentes aproximaciones ante cada reto, empleando en este caso una composición e iluminación no habituales que dan lugar a una llamativo efecto. Uno de sus trabajos más destacados y apreciados de esta década fue Dama de la rosa (1882), un retrato de Charlotte Burckhardt, que fue una amiga cercana y con quien, tal vez, tuvo una aventura.

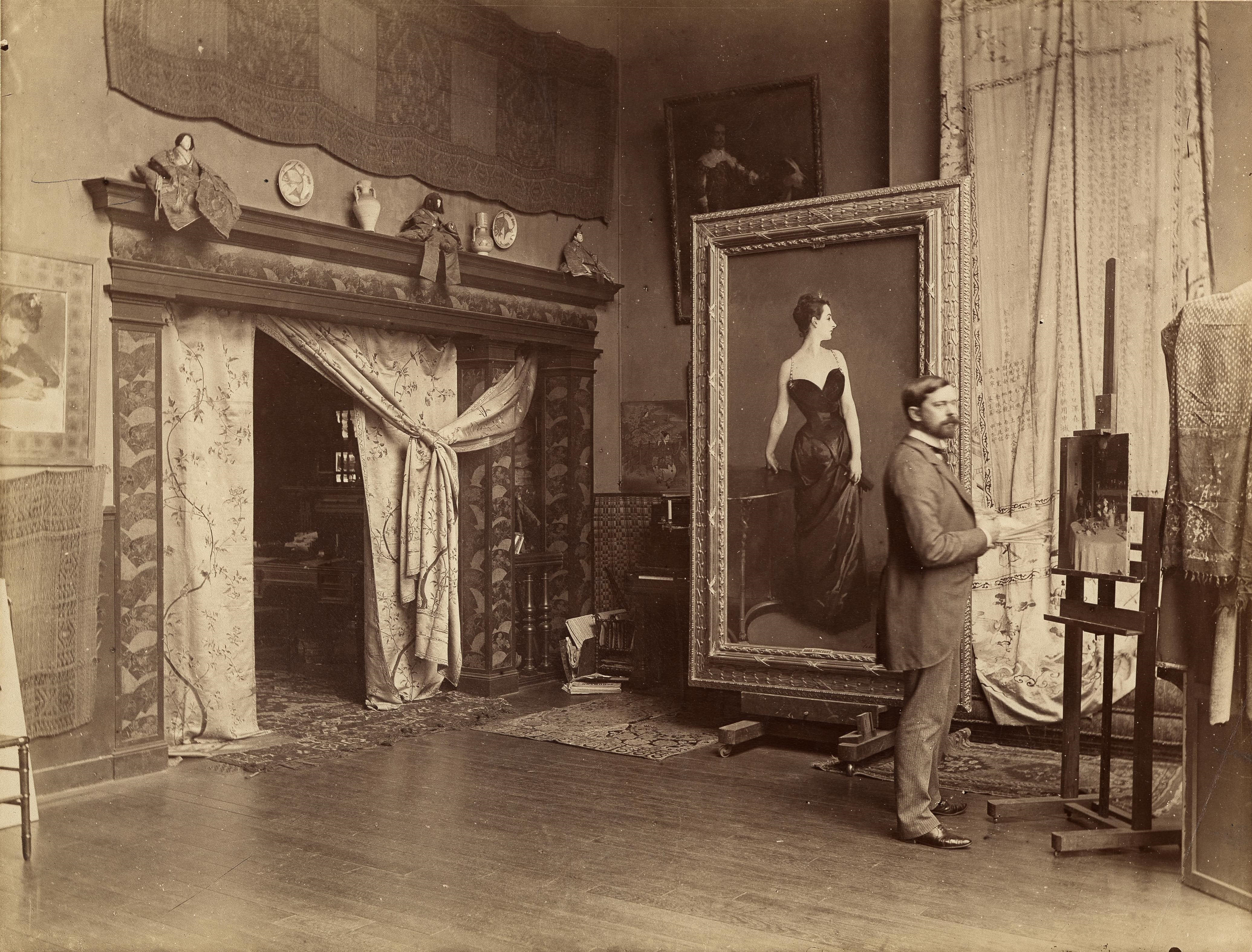
Sargent en su estudio con Retrato de Madame X, ca. 1885

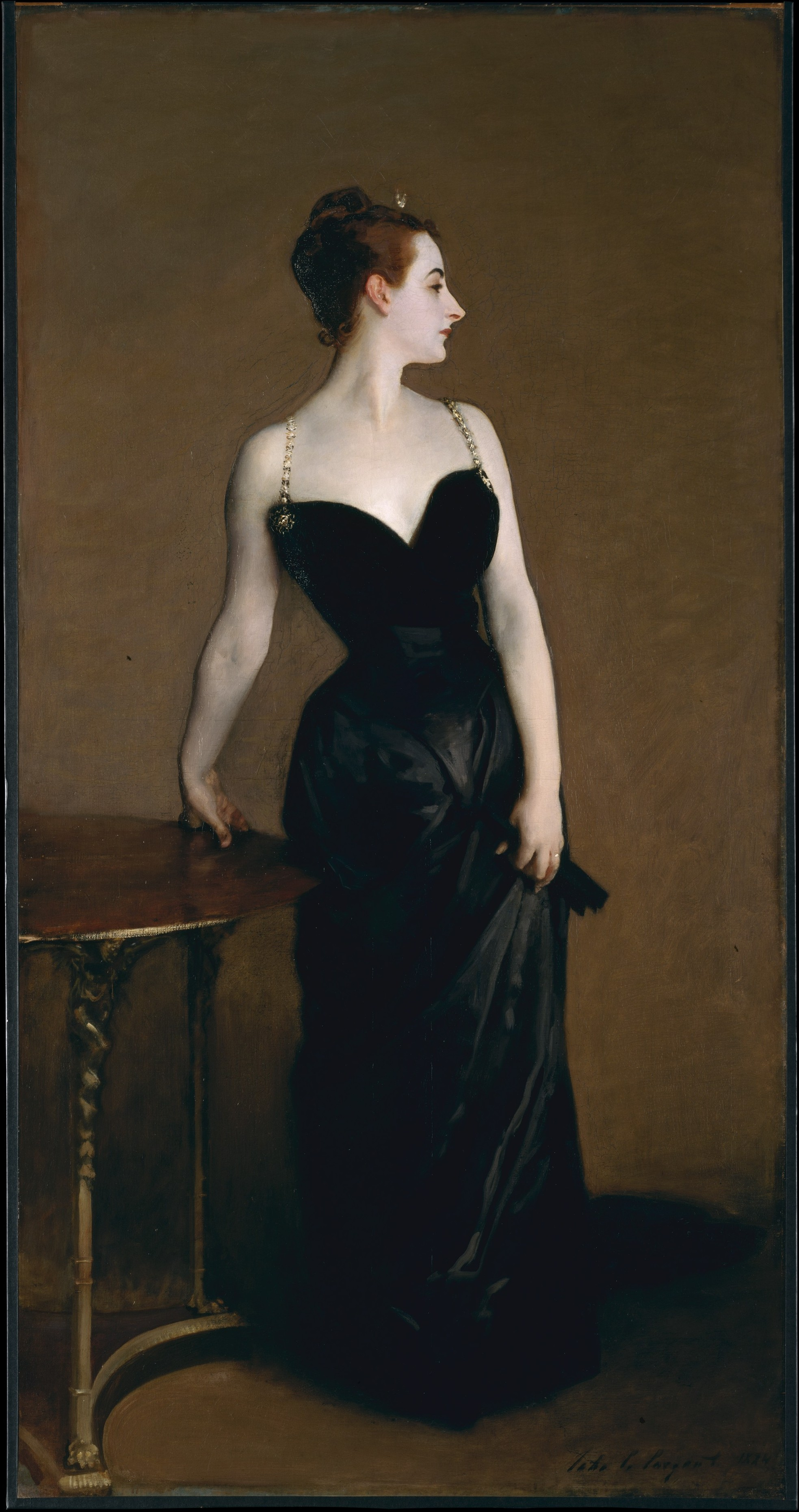
Retrato de Madame X, 1884, Metropolitan Museum of Art, Nueva York.

Su obra más controvertida, Retrato de Madame X (Madame Pierre Gautreau, 1884) es actualmente considerado uno de sus mejores trabajos; el propio Sargent comentó en 1915 "Supongo que es lo mejor que he hecho". Sin embargo, cuando se mostró en Salón de París en 1884 generó tal reacción negativa que Sargent se trasladó a vivir a Londres. La confianza de Sargent en sí mismo le llevó a intentar un experimento arriesgado y transgresor para la época, pero el público no le entendió y rechazó su propuesta.
Madame X no se trataba de un retrato de encargo sino que, a diferencia de lo que era habitual, Sargent se lo ofreció a la retratada. Sargent escribió a un conocido mutuo: 

Tengo un gran deseo de pintar su retrato y tengo razones para pensar que ella lo permitiría, y está esperando que alguien se lo proponga como un homenaje a su belleza... debes decirle que soy un hombre de un talento prodigioso.

Completar la pintura le llevó alrededor de un año. La primera versión del retrato de Madame Gautreau, con su famoso escote, la piel blanca y la arrogante y altiva posición de la cabeza, incluía un tirante caído que incrementaba el efecto global, haciéndolo más atrevido y sensual. Sargent cambió el tirante, intentando enfriar las reacciones, pero el daño ya estaba hecho. Los encargos en Francia se resintieron y le dijo a su amigo Edmund Gosse en 1885 que estaba considerando abandonar la pintura para dedicarse a la música o los negocios.
Escribiendo acerca de la reacción de los visitantes, Judith Gautier escribió: 

¿Es una mujer? ¿Una quimera, la figura de un unicornio levantando su cabeza en un escudo de armas o quizás la obra de un artista decorativo oriental para quien la forma humana está prohibida y que, intentando recordar a una mujer, ha dibujado un delicioso arabesco? No, no es ninguna de estas cosas, sino la precisa imagen de una mujer moderna dibujada por un pintor que es un maestro de su arte.

Antes del escándalo de Madame X en 1884, Sargent había pintado bellezas exóticas como Rosina Ferrara de Capri, y la modelo española expatriada Carmela Bertagna, pero estas primeras pinturas no habían sido destinadas al gran público. Sargent mantuvo expuesta la pintura en su estudio de Londres hasta que lo vendió al Metropolitan Museum of Art en 1916, pocos meses después de la muerte de Madame Gautreau.

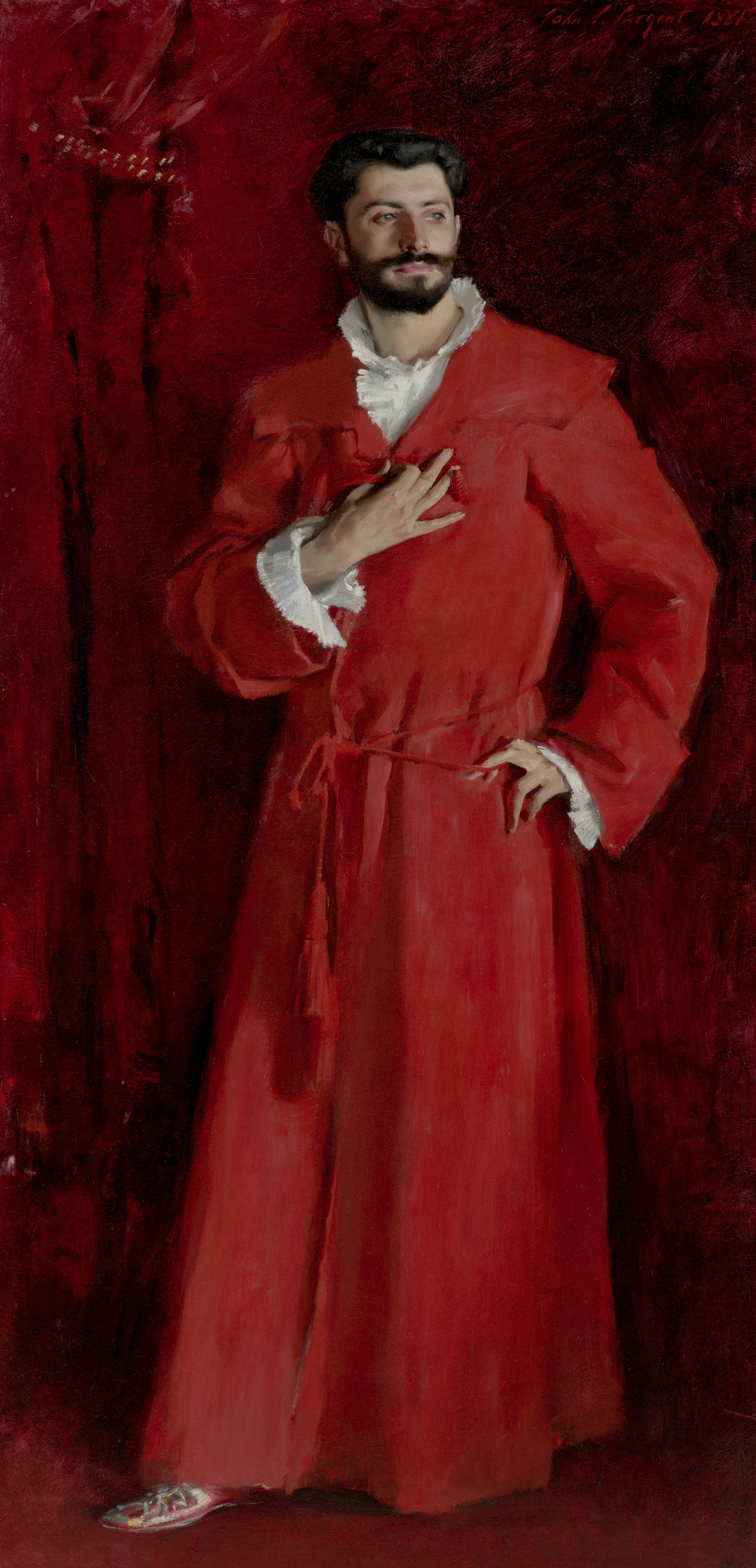
Doctor Pozzi en casa, 1881, Hammer Museum, Los Ángeles.

Antes de llegar a Inglaterra, Sargent había comenzado a enviar pinturas para ser expuestas en la Royal Academy. Entre estos se encontraban el retrato del Dr. Pozzi en casa (1881), un extravagante ensayo en rojo y su primer retrato masculino de cuerpo completo, y el más tradicional Mrs. Henry White (1883). Los encargos que siguieron a estos llevaron a Sargent a trasladarse definitivamente a Londres en 1886. Antes del escándalo de Madame X, ya venía considerado la idea de mover su residencia a Londres desde 1882, urgido a ello de forma repetida por su amigo, el novelista Henry James. Visto en retrospectiva, su traslado a Londres parece haber sido inevitable.
En un principio, la crítica británica no fue favorable a Sargent, echándole en cara su forma afrancesada de pintar. Un crítico, en relación con su retrato de Mrs. Henry White, describió su técnica como "dura" y "casi metálica", "sin gusto en la expresión, el aire o la pose". Sin embargo, con la ayuda de la propia señora White, Sargent pronto consiguió ganarse la admiración de los clientes y críticos ingleses. Henry James también colaboró en la difusión y éxito de la obra de Sargent en Inglaterra.
Sargent pasó mucho tiempo pintando al aire libre en la campiña inglesa cuando no estaba en su estudio. En 1885, durante una visita a Monet en Giverny, Sargent pintó uno de sus obras más impresionistas, retratando al propio Monet pintando junto a su esposa. A Sargent nunca se le ha considerado como un pintor impresionista, pero a veces sí usó técnicas propias de este movimiento, logrando grandes resultados; Claude Monet pintando en el linde de un bosque está realizado siguiendo su propia versión del impresionismo. En la década de 1880, él acudió a diversas exposiciones de pintura impresionista y compró obras de Monet para su colección privada.
De forma similar, Sargent también realizó un retrato al aire libre de su amigo Paul César Helleu junto a su esposa. Existe una fotografía muy similar a este lienzo, lo que parece sugerir que Sargent ocasionalmente usó fotografías como ayuda para realizar sus composiciones. Por mediación de Helleu, Sargent conoció y pintó al famoso escultor francés Auguste Rodin en 1884, en un sombrío retrato que recuerda a las obras de Thomas Eakins. Aunque los críticos británicos clasificaban a Sargent dentro del movimiento impresionista, los propios pintores impresionistas opinaban de forma distinta. Como dijo, posteriormente, el propio Monet: "Él no es impresionista en el sentido en que usamos esta palabra, estando demasiado bajo la influencia de Carolus-Duran".

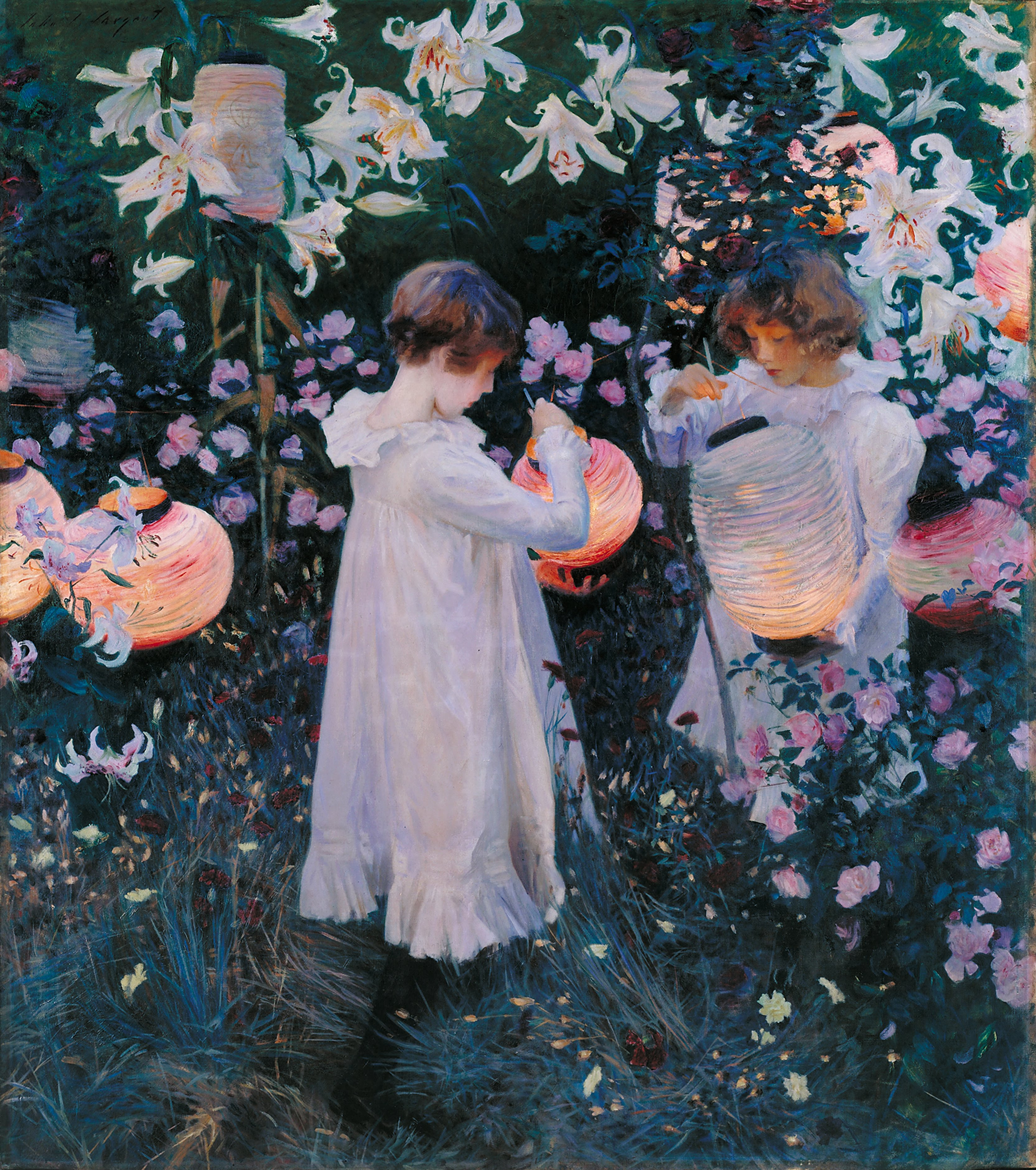
Clavel, lirio, lirio, rosa, 1885-86, Tate Britain, Londres.

El primer gran éxito de Sargent en la Royal Academy llegó en 1887, con la entusiasta respuesta cosechada por Clavel, lirio, lirio, rosa, un lienzo de gran tamaño pintando al aire libre, que representa a dos niñas encendiendo linternas de papel en un jardín en Broadway (Worcestershire). Esta pintura fue inmediatamente adquirida por la Tate Britain.
Su primer viaje a Nueva York y Boston como artista profesional en 1887-88 dio lugar a más de veinte importantes encargos, incluyendo el retrato de Isabella Stewart Gardner, la famosa mecenas de las artes en Boston. Su retrato de Mrs. Adrian Iselin, esposa de un hombre de negocios de Nueva York, fue una de sus pinturas más penetrantes, revelando el carácter de la modelo. En Boston, Sargent disfrutó de su primera exposición individual, en la que mostró veintidós obras.
De vuelta a Londres, Sargent volvió a estar muy atareado. Su método de trabajo estaba perfectamente establecido, siguiendo los pasos que muchos otros maestros del arte del retrato habían empleado anteriormente. Después de asegurarse un pedido tras un periodo de negociación que llevaba él personalmente, Sargent visitaba el domicilio del cliente para observar donde se iba a colgar la pintura. Podía, incluso, revisar el guardarropa del cliente para elegir el traje adecuado. Algunos retratos se realizaban en casa del modelo, pero frecuentemente se utilizaba el estudio, donde se disponía de mobiliario y materiales para diseñar un fondo que permitiera obtener el efecto deseado. Usualmente necesitaba de ocho a diez sesiones de posado del modelo, aunque podía intentar captar el rostro en una sesión. Trataba de mantener una charla con el cliente mientras le pintaba y, a veces, dedicaba una pausa para tocar el piano para este. Rara vez hacía un dibujo previo, sino que directamente pintaba al óleo. Finalmente, seleccionaba un marco adecuado.
Sargent no tenía ayudantes; él mismo realizaba todas las tareas: preparaba los lienzos, daba barniz, preparaba fotografías, envíos y documentación. Su tarifa era de unos 5000 dólares por retrato (aproximadamente 130 000 actuales). Algunos clientes estadounidenses viajaban incluso a Londres para conseguir que Sargent los retratara.
Alrededor de 1890, Sargent pintó dos atrevidos retratos pensados para ser expuestos, que no eran encargos, uno de la actriz Ellen Terry como Lady Macbeth y otro de la popular bailaora española La Carmencita. Sargent fue elegido como asociado de la Royal Academy, y pasó a ser miembro de pleno derecho tres años después.

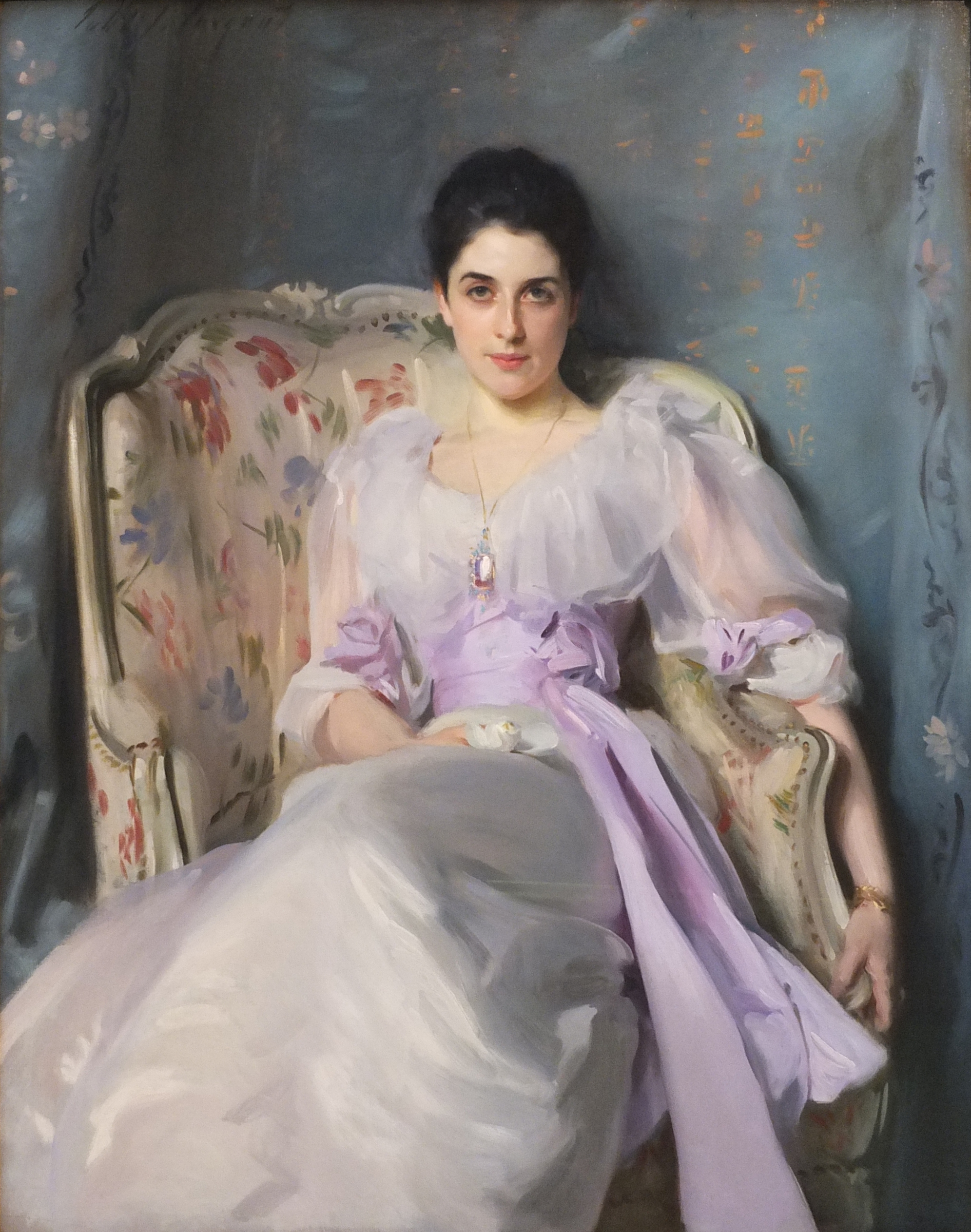
Lady Agnew of Lochnaw, 1892, National Gallery of Scotland, Edimburgo.

En la década de 1890 realizó una media de 14 retratos de encargo al año, ninguno de mayor calidad que el refinado Lady Agnew of Lochnaw (1892). Igualmente, su retrato de Mrs. Hugh Hammersley (1892) tuvo una magnífica acogida por su enérgica representación de una de las anfitrionas más notables de Londres. Como pintor de retratos a la manera clásica, Sargent tuvo un éxito sin igual; retrató a modelos que se veían ennoblecidos al tiempo que revestidos de una energía especial. A Sargent se le conoció como "el Van Dyck de nuestros tiempos". Aún en su posición de expatriado, volvió en numerosas ocasiones a los Estados Unidos, en respuesta a la alta demanda de encargos de retratos existente.
Sargent pintó una serie de tres retratos de Robert Louis Stevenson. El segundo de ellos, Retrato de Robert Louis Stevenson y su esposa (1885), es uno de los más conocidos. También pintó sendos retratos de dos presidentes de los Estados Unidos: Theodore Roosevelt y Woodrow Wilson.
En 1898, Asher Wertheimer, un acaudalado marchante de arte residente en Londres, encargó a Sargent una docena de retratos de su familia, el mayor encargo de un único cliente que obtuvo el artista. Estas pinturas muestran el alto grado de familiaridad entre el artista y sus retratados. Wertheimer legó la mayor parte de estas obras a la National Gallery, aunque hoy en día se exhiben en la galería Tate Britain de Londres.
Alrededor de 1900, Sargent estaba en el cénit de su popularidad. Aunque sólo estaba en la cuarentena, comenzó a viajar más y a dedicar relativamente menos tiempo a la pintura de retratos. Su Un interior en Venecia (1900), un retrato de cuatro miembros de la familia Curtis en su elegante palacio, el Palazzo Barbaro, tuvo un éxito atronador. Pero, Whistler no aprobaba la flojedad del trazo de Sargent, al que calificó de "manchas por todos sitios". Uno de los últimos grandes retratos de Sargent siguiendo su habitual estilo virtuoso fue el de Lord Ribblesdale, en 1902, donde aparece vestido elegantemente con uniforme de caza. Entre 1900 y 1907, Sargent continuó con su alto ritmo de trabajo, en el que además de decenas de retratos al óleo, realizó cientos de retratos dibujados, con un precio aproximado de 400 $ cada uno.
En 1907, contando con cincuenta y un años, Sargent cerró oficialmente su estudio. Aliviado, comentó que "pintar un retrato puede ser bastante entretenido si uno no está forzado a hablar mientras trabaja... Qué tontería tener que entretener al modelo y parecer feliz, cuando uno se siente desgraciado". En ese mismo año, Sargent pintó su modesto y serio autorretrato, el último, para la famosa colección de autorretratos de la Galería Uffizi (Florencia).

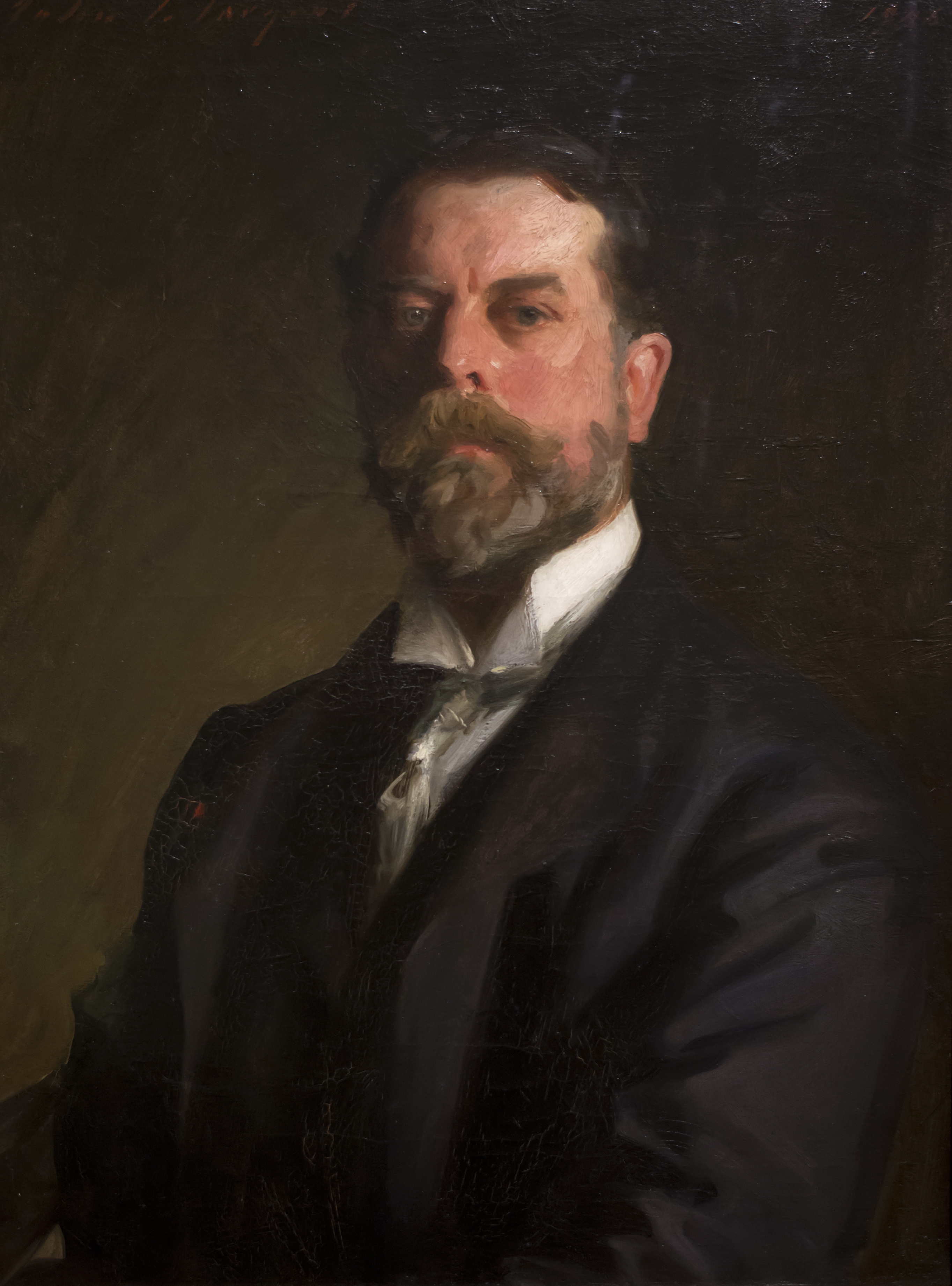
Autorretrato, 1907, Galería Uffizi, Florencia

La fama de Sargent era aún considerable y los museos seguían comprando sus obras de forma entusiasta. Ese año declinó la concesión del título de Sir y decidió, por el contrario, mantener su ciudadanía estadounidense. A partir de 1907 Sargent, en gran medida, se centra en los paisajes y pinta también retratos más distendidos de familiares y amigos. Realiza numerosos viajes a los Estados Unidos, permaneciendo por largas estancias en el país. También pasa varios veranos en Suiza junto a sus hermanas Emily y Violet y sus sobrinas Reine y Rose-Marie, siendo esta última protagonista de varias pinturas elaboradas por Sargent entre 1906 y 1913 como The Black Brook (1908) o Nonchaloir (Indiferencia) (1911).
Por la época en que Sargent finalizó su retrato de John D. Rockefeller en 1917, la mayor parte de los críticos comenzaban a incluirlo entre los maestros del pasado, "un brillante embajador entre sus clientes y la posteridad". Las vanguardias lo trataban con más dureza, considerándolo fuera de contacto con la realidad de la vida americana y las tendencias artísticas emergentes, como el cubismo y el futurismo. Sargent aceptaba con resignación estas críticas, pero se negó a alterar su punto de vista negativo hacia el arte moderno. Replicaba que "Ingres, Rafael y El Greco, esos son a los que admiro, los que me gustan".
En algún momento entre 1917 y 1920, Sargent pintó el retrato de Thomas E. McKeller, un joven ascensorista afroamericano y veterano de la Primera Guerra Mundial. El lienzo permanecería en el estudio del pintor hasta su fallecimiento y recién se exhibiría de forma permanente al público a partir de 1986, cuando fue comprado por el Museo de Bellas Artes de Boston. McKeller también posó como modelo para los murales mitológicos y alegóricos que Sargent pintó en la escalinata y la cúpula del MFA Boston y para los murales conmemorativos de la Primera Guerra Mundial en la Biblioteca Widener de la Universidad de Harvard. 
En 1925, poco antes de morir, pintó su último retrato: un lienzo representando a la aristócrata Grace Curzon. La obra se conserva en el Currier Museum of Art en Manchester, New Hampshire.

### Acuarelas
Durante la larga y prolífica carrera de Sargent, este llegó a pintar más de 2000 acuarelas, dejando muestra de su paso desde la campiña inglesa al Tirol, Corfú,  España, Oriente Próximo, Montana, Maine y Florida. Cada destino aportaba la suficiente riqueza y estímulo visual para ser plasmado sobre el papel. Incluso en sus momentos de descanso, escapando de la presión del retrato en estudio, pintaba sin pausa, a veces desde primera hora de la mañana hasta la noche.

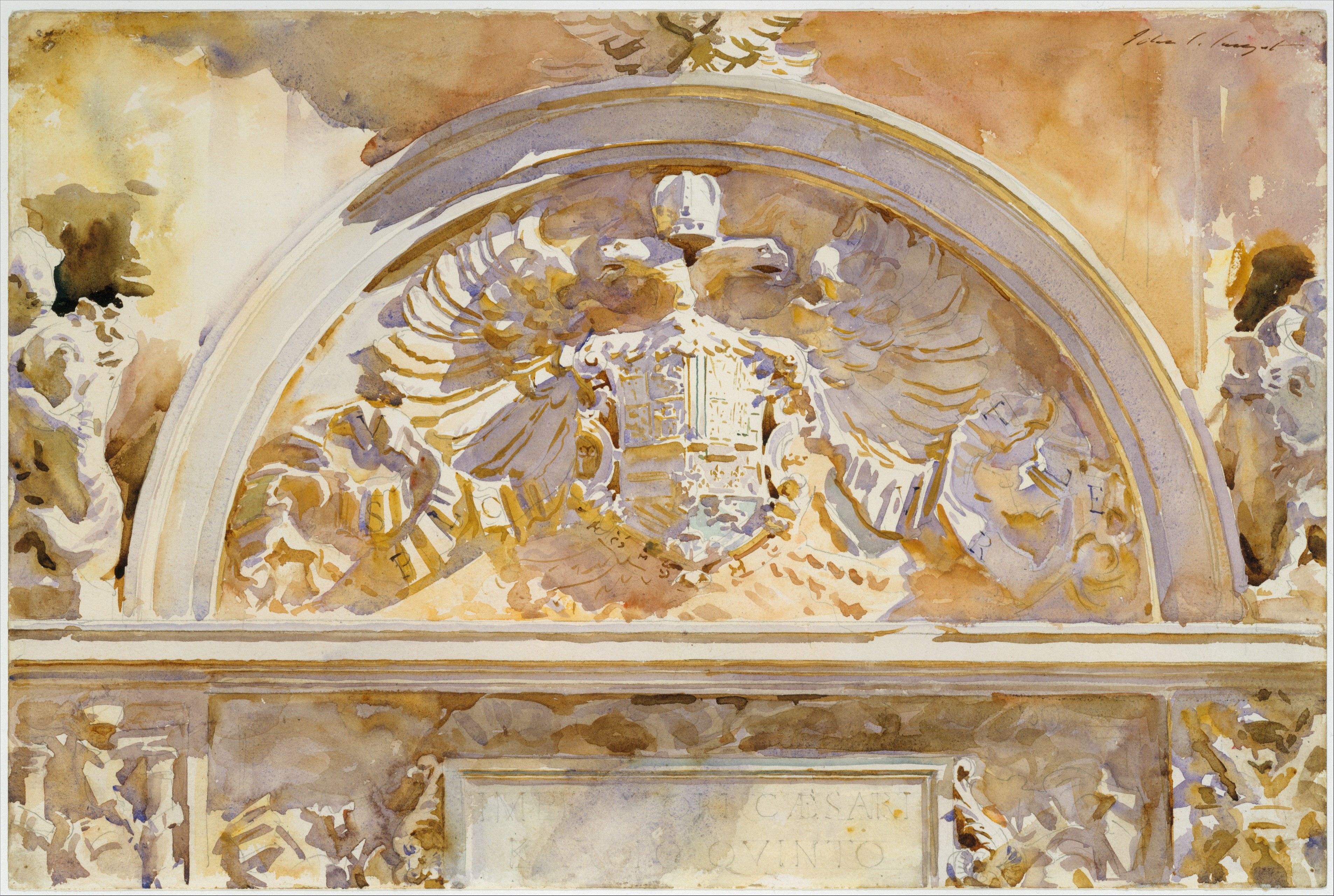
Escudo de Carlos V, 1912, acuarela, 52.87 x 27.94 cm, Metropolitan Museum of Art, Nueva York.

Especialmente notables son sus cientos de acuarelas sobre Venecia, muchas de ellas dibujadas desde la perspectiva de una góndola. Sus colores, a veces, son extremadamente intensos; como un crítico escribió: "Todo se ofrece con la intensidad de un sueño". En Oriente Próximo y el norte de África, Sargent pintó beduinos, cabreros y pescadores. En la última década de su vida realizó un gran número de acuarelas en Maine, Florida y el Oeste Americano, de fauna, flora y habitantes nativos.
Con sus acuarelas, Sargent se daba el gusto de retomar sus inclinaciones artísticas más tempranas: la naturaleza, la arquitectura, las gentes exóticas y los paisajes montañosos. Es en alguno de sus últimos trabajos donde se siente a Sargent trabajando de forma más pura para él mismo. Realizaba sus acuarelas con una fluidez gozosa. También pintó familiares, amigos, jardines y fuentes. En sus acuarelas retrató a sus amigos y familiares vestidos con trajes orientales, en poses relajadas sobre paisajes más brillantes, permitiendo una paleta más viva y una técnica más experimental que la usada en sus encargos (un ejemplo de esto es Una partida de ajedrez, 1906). Su primera exposición importante de acuarelas fue en 1905 en la Galería Carfax en Londres. En 1909 exhibió ochenta y seis acuarelas en Nueva York, de las cuales el Museo de Brooklyn compró ochenta y tres.
Evan Charteris, experto en arte y dirigente de los principales museos de Londres, escribió en 1927: "Vivir con las acuarelas de Sargent es vivir con la luz del sol capturada, con el lustre de un mundo brillante y legible, el flujo de las sombras y el ardoroso ambiente del mediodía". Aunque sin alcanzar los niveles de aceptación crítica dados a Winslow Homer, posiblemente el acuarelista americano más destacado, los estudiosos destacan que Sargent dominó completamente la técnica da la acuarela -transparencias y opacidades- incluyendo los métodos usados por Homer.

### Otros trabajos

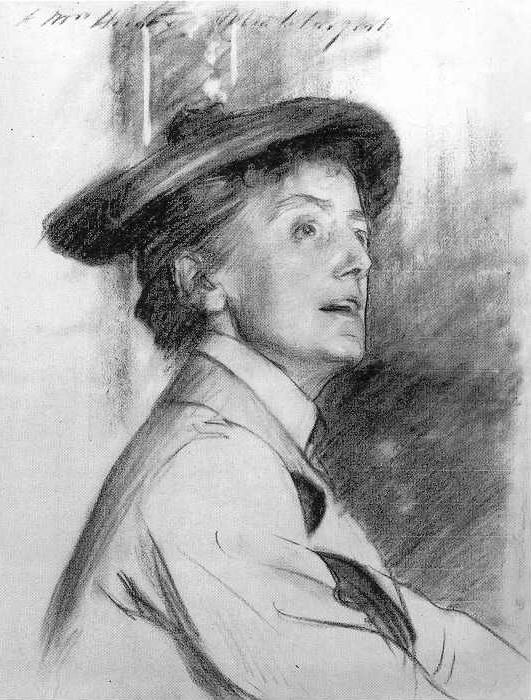
Dame Ethel Smyth, 1901, 46 x 59.7 cm, National Portrait Gallery, Londres.

Como concesión a la insaciable demanda de retratos, Sargent dibujó cientos de estos en forma de rápidos bocetos al carboncillo, a los que llamó "Mugs". Cuarenta y seis de estos, realizados entre 1890 y 1916, fueron expuestos en la Real Sociedad de Retratistas (Londres) en 1916.
La totalidad de la obra muralística de Sargent se encuentra ubicada geográficamente en la zona de Boston/Cambridge. Están en el Edificio McKim de la Biblioteca Pública de Boston, en el Museo de Bellas Artes (Boston) y en la Biblioteca Widener de Harvard. De todos ellos, la obra de mayores dimensiones son los murales que Sargent realizó desde 1895 hasta 1919 para la citada Biblioteca; su intención era que mostraran el progreso de la religión (y la sociedad), desde la superstición pagana a la ascensión del cristianismo, terminando con una pintura mostrando el Sermón del monte. Sin embargo, las últimas pinturas —La iglesia y La sinagoga (1919)— dieron lugar a un debate acerca de si el artista estaba representando el judaísmo de una forma estereotípica o, incluso, antisemita. Usando iconografía proveniente de pinturas medievales, Sargent retrató al judaísmo y la sinagoga como una vieja fea y ciega, mientras que el cristianismo y la iglesia aparecían como una joven radiante y encantadora. Sargent no llegó a prever como estas representaciones serían problemáticas para los judíos de Boston; se quedó sorprendido y dolido cuando estas pinturas fueron criticadas. Las pinturas eran objetables, ya que mostraban al judaísmo derrotado y al cristianismo triunfante. La prensa local dio voz a la controversia, opinando la mayoría de esta que las pinturas eran ofensivas, aunque no hubo un acuerdo unánime. Finalmente, Sargent abandonó sus planes para finalizar los murales y la controversia decayó. Las pinturas fueron restauradas en 2003-2004, momento a partir del cual comenzaron a ser exhibidas al público, incluyendo los dos paneles polémicos.
A su regreso a Inglaterra en 1918 tras una visita a los Estados Unidos, Sargent fue contratado como artista de guerra por el Ministerio de Información. En su pintura de gran formato Los gaseados y en múltiples acuarelas, pintó escenas de la I Guerra Mundial.

## Últimos años y fallecimiento
En 1922 Sargent fundó, junto a Edmund Greacen, Walter Leighton Clark y otros, las Galerías de Arte Grand Central en Nueva York. Sargent participó activamente en ellas y su academia, la Escuela de Arte Grand Central, hasta su muerte en 1925. Las Galerías exhibieron una gran retrospectiva del trabajo de Sargent en 1924. Tras esto, volvió a Inglaterra, donde murió el 14 de abril de 1925 por una afección cardiaca. John Singer Sargent fue enterrado en el cementerio de Brookwood, cerca de Woking, Surrey.
Se realizaron diversas exposiciones en su recuerdo: en Boston, en 1925, en el Museo Metropolitano de Arte de Nueva York y en la Royal Academy y Tate Gallery de Londres en 1926. Las Galerías de Arte Grand Central organizaron una exposición póstuma en 1928 de dibujos y bocetos de toda su carrera no expuestos anteriormente.

## Vida privada

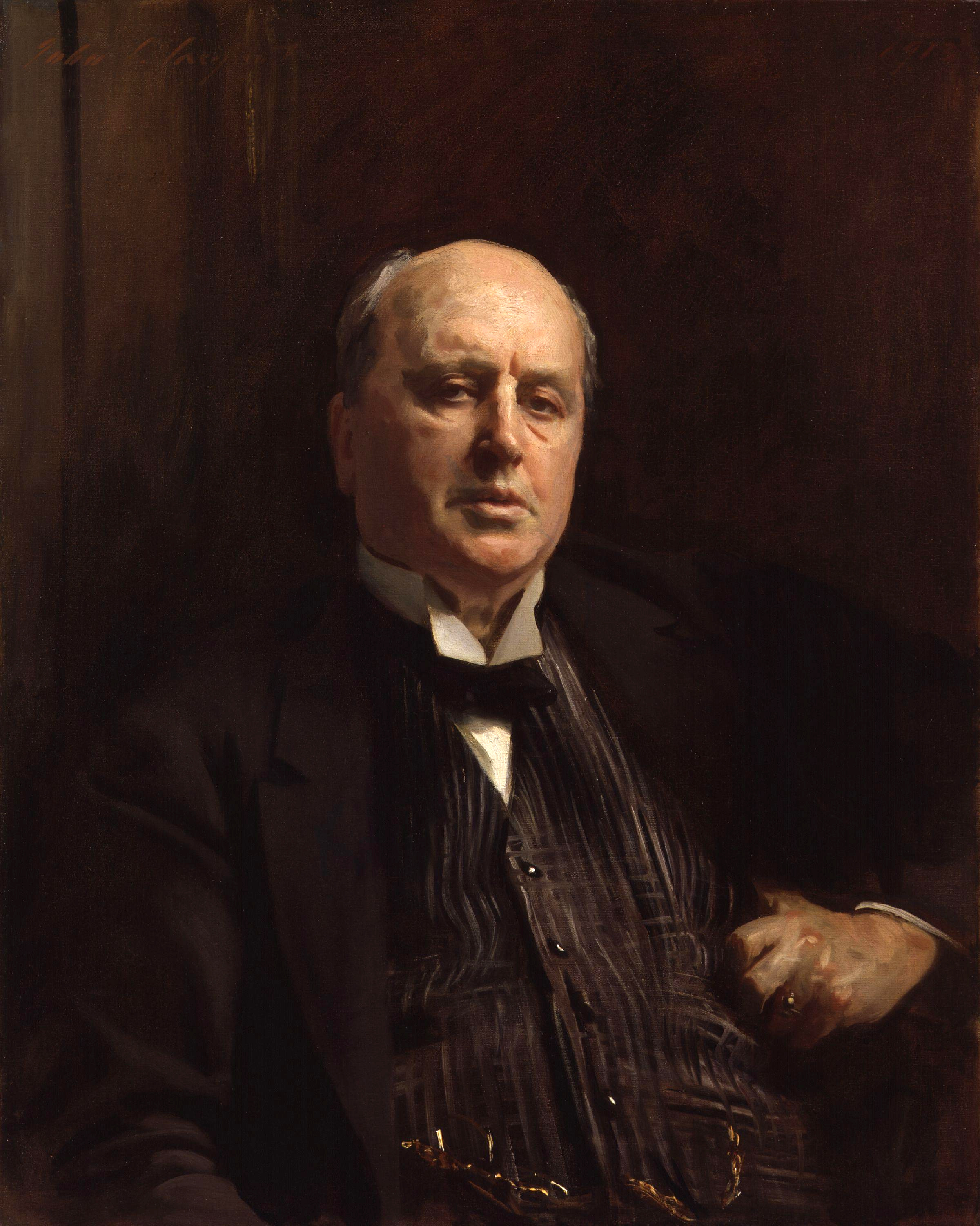
Henry James, 1913, National Portrait Gallery, Londres.

Sargent fue un soltero que se rodeó de familiares y amigos. Entre los artistas con que se relacionó estuvieron Dennis Miller Bunker, James Carroll Beckwith, Edwin Austin Abbey (que también trabajó en los murales de la  Biblioteca Pública de Boston), Francis David Millet y Claude Monet, a quien Sargent retrató. Entre 1905 y 1914, la compañía habitual de Sargent en sus viajes fue el matrimonio de artistas formado por Wilfrid de Glehn y Jane Emmet de Glehn. Los tres disfrutaron de veranos en Francia, España e Italia y aparecieron cada uno de ellos en las pinturas de los otros.
Durante toda su vida, Sargent mantuvo una amistad con su colega el pintor Paul César Helleu, al que conoció en París en 1878, cuando Sargent contaba con 22 y Helleu con 18 años. El círculo de amistades de Sargent también incluía a Henry James, Isabella Stewart Gardner (que encargó y compró obras de Sargent, y le pidió consejo sobre otras compras, ver Museo Isabella Stewart Gardner), y Eduardo VII.
Sargent era extremadamente celoso de su vida privada, aunque el pintor Jacques-Émile Blanche, que fue uno de sus primeros modelos, dijo después de su muerte que la vida sexual de Sargent "era notoriamente escandalosa en París y Venecia. Era un obseso sexual". La verdad sobre esto nunca ha sido determinada. Algunos estudiosos han sugerido que Sargent era homosexual. Tuvo relación personal con el príncipe Edmond de Polignac y el conde Robert de Montesquiou. Sus desnudos masculinos revelan una sensibilidad artística hacia la psique y la sensualidad masculina; esto puede ser particularmente observado en el retrato de Thomas E. McKeller, en Tommies Bathing, los dibujos de desnudos de Hell y Judgement, y sus retratos de jóvenes, como Bartholomy Maganosco y Cabeza de Olimpio Fusco. Sin embargo, también tuvo muchas amistades femeninas, al tiempo que una sensualidad equivalente se observa en sus estudios y retratos de mujeres (especialmente en Egyptian Girl, 1891). La historiadora de arte Deborah Davis sugiere que el interés de Sargent por mujeres que él consideraba exóticas —Rosina Ferrara, Amélie Gautreau y Judith Gautier— se debía a un capricho que trascendía el aprecio estético. La posibilidad de una aventura con Louise Burkhardt, la modelo de Dama de la rosa, es aceptado por estudiosos de la vida de Sargent.

## Valoración crítica

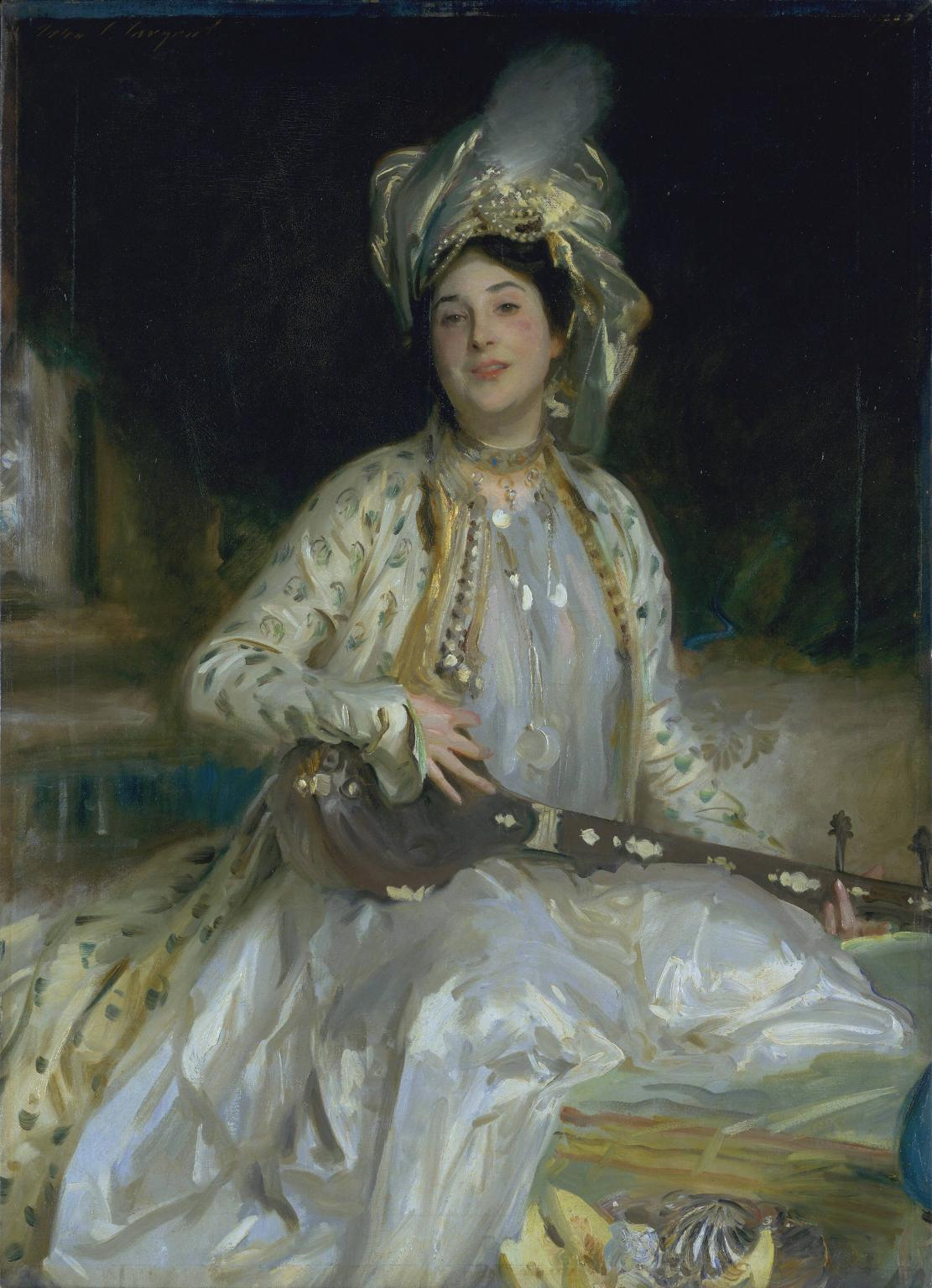
Almina, hija de Asher Wertheimer, 1908, Tate Gallery, Londres.

En una época en que el arte estaba centrado en el impresionismo, el fauvismo y el cubismo, Sargent desarrolló su propia interpretación personal del realismo, con brillantes reminiscencias de Velázquez, Van Dyck, y Gainsborough. Su aparente facilidad para reinterpretar a los maestros de una manera contemporánea le proporcionó una serie ininterrumpida de encargos de retratos que desarrolló con un destacado virtuosismo, lo que le hizo ganar el sobrenombre de "el Van Dyck de nuestros tiempos."
Sin embargo, durante su vida, su obra generó comentarios críticos de algunos de sus colegas: Camille Pissarro escribió "no es un entusiasta sino un bastante buen intérprete" y Walter Sickert publicó un texto satírico bajo el título de "Sargentolatry". Por la época de su muerte, era rechazado como un anacronismo, una reliquia de la Edad Dorada Estadounidense fuera de las tendencias reinantes en la Europa posterior a la I Guerra Mundial. Elizabeth Prettejohn sugiere que el declinar de la reputación de Sargent se debió en parte al aumento del antisemitismo y la consecuente intolerancia hacia las 'celebraciones de la prosperidad judía'. Se ha sugerido que las características exóticas presentes en su obra atraían las simpatías de los clientes judíos que retrató desde los años 1890.
Donde esto es más visible es en el retrato Almina, hija de Asher Wertheimer (1908), en el que la modelo aparece vistiendo un traje persa, un turbante con incrustaciones de perlas y tocando un tanpura indio, complementos dirigidos a comunicar sensualidad y misterio. Si Sargent usó este retrato para explorar aspectos de la sensualidad e identidad, parece que contó con la satisfacción del padre de la modelo, Asher Wertheimer, un rico tratante de arte judío.
Uno de los más destacados detractores de Sargent fue el influyente crítico de arte Roger Fry, miembro del Círculo de Bloomsbury, quien en la retrospectiva dedicada al pintor en 1926 rechazó su obra por considerar que le faltaba calidad estética: "Maravilloso, en efecto, pero lo más maravilloso de este maravilloso intérprete no debería ser nunca confundido con la obra de un artista". Y, en la década de los 30, Lewis Mumford encabezó el grupo de los críticos más severos: "Sargent no deja de ser un dibujante... el más hábil de los artesanos, el ojo más apuesto para conseguir el efecto, no puede ocultar el vacío más absoluto de la mente de Sargent, o el desprecio y la cínica superficialidad de ciertas partes de su ejecución". 
Parte de esta perdida de favor se atribuye, también, a su vida expatriada, lo que le hizo parecer menos americano en una época en que el "auténtico" arte estadounidense, ejemplificado por el círculo de Stieglitz y por la Escuela Ashcan, estaban de moda.
Después de un largo periodo de falta de fervor crítico, la popularidad de Sargent se ha incrementado rápidamente desde la década de 1950. En los años 60, un revival del arte victoriano y nuevos estudios de su obra fortalecieron su reputación. Sargent ha sido objeto de grandes exposiciones en algunos de los principales museos del mundo, incluyendo una retrospectiva en el Museo Whitney de Arte Estadounidense en 1986, y una multitudinaria gira en 1999 con paradas en el Museo de Bellas Artes (Boston), la Galería Nacional de Arte (Washington), y la National Gallery de Londres.
En 1986, Andy Warhol comentó al estudioso de la obra de Sargent, Trevor Fairbrother, que este "había hecho que todos parecieran más glamurosos. Más altos. Más delgados. Pero todos ellos tienen carácter, cada uno de ellos tiene un carácter diferente". En un artículo de la revista Time el crítico Robert Hughes elogió a Sargent como "el cronista sin rival del poderío masculino y la belleza femenina en una época en que, como la nuestra, se rendía un tributo excesivo a ambas".

## Ventas millonarias
El Retrato de Robert Louis Stevenson y su esposa fue vendido en 2004 por 8,8 millones de dólares a un casino de Las Vegas. En diciembre de 2004 Group with Parasols (Siesta) (1905) fue adjudicado por 23,5 millones de dólares, casi el doble de la estimación hecha por Sotheby's de 12 millones.

## Obra escogida

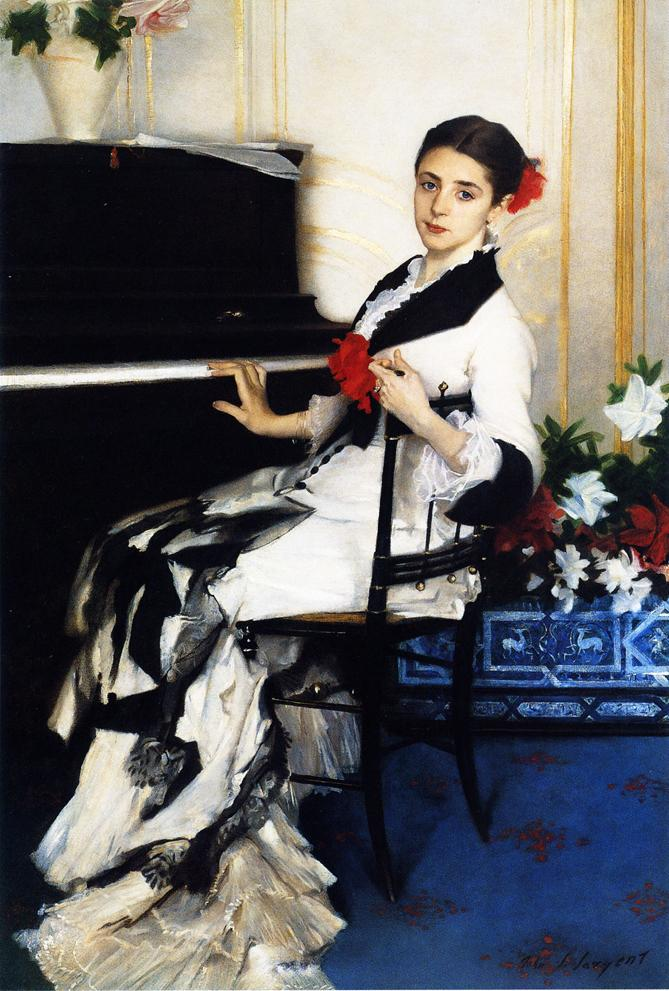
Madame Ramon Subercaseux (Amalia Errazuriz y Urmeneta), 1880, óleo sobre lienzo, 165.1 × 109.9 cm, Colección privada.
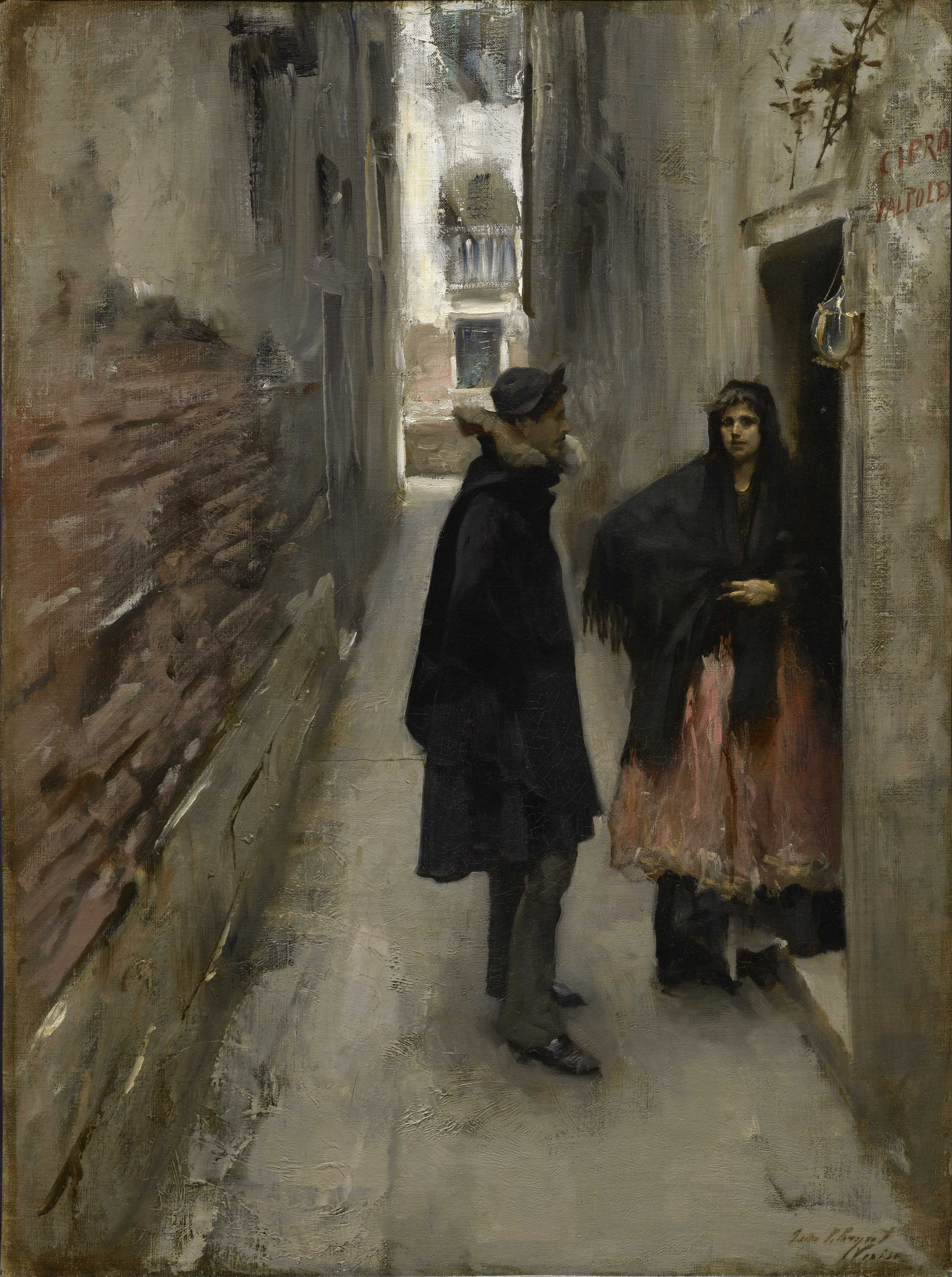
Una calle en Venecia, 1880—1882, óleo sobre lienzo, 52.39 x 75.09 cm, Instituto de Arte Clark, Williamstown (Massachusetts)
Vendedora veneciana de cebollas, 1880—1882, óleo sobre lienzo, 95 x 70 cm, Museo Thyssen-Bornemisza, Madrid
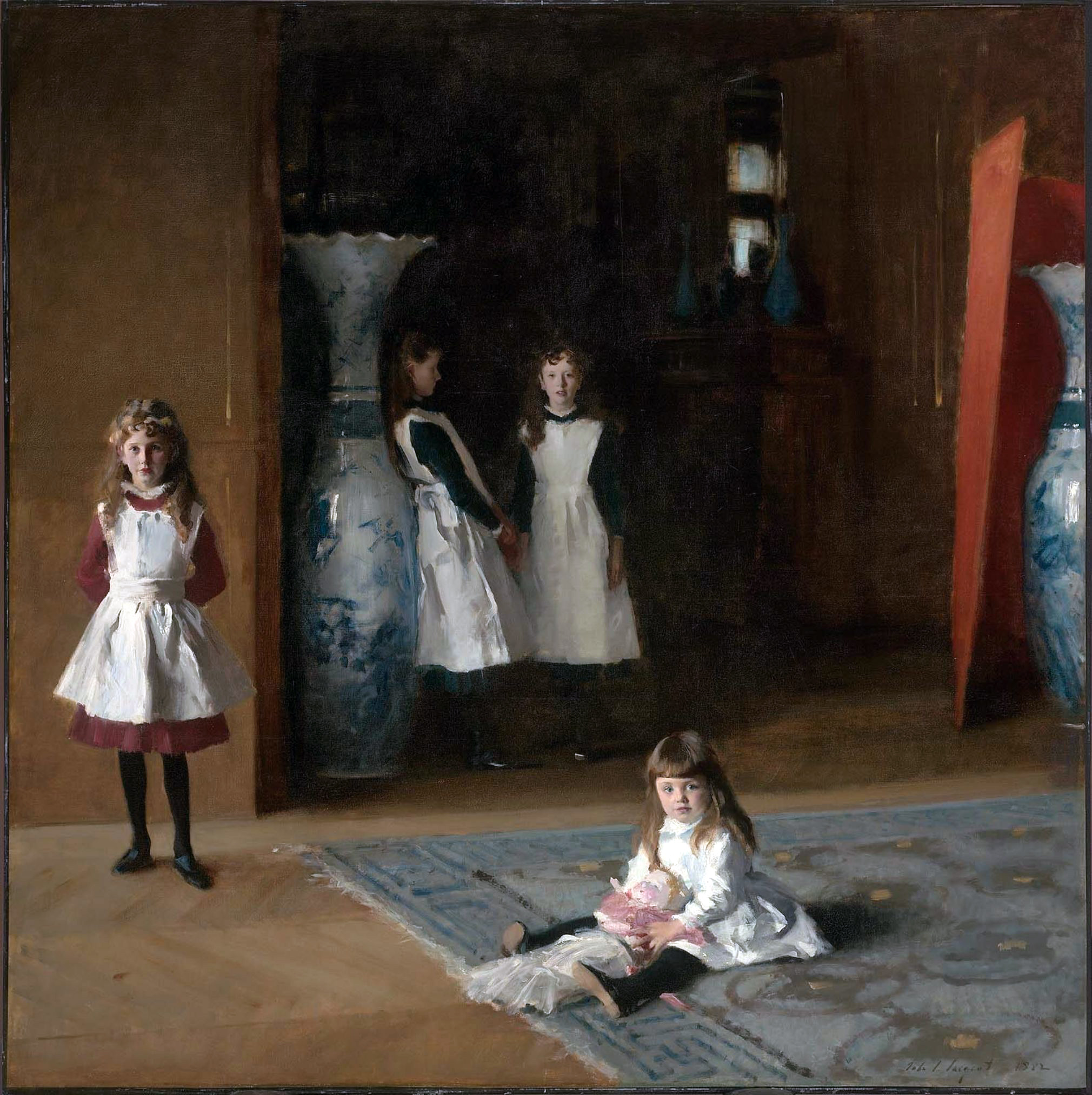
Las hijas de Edward Darley Boit, 1882, 222.57 x 221.93 cm, Museo de Bellas Artes (Boston)
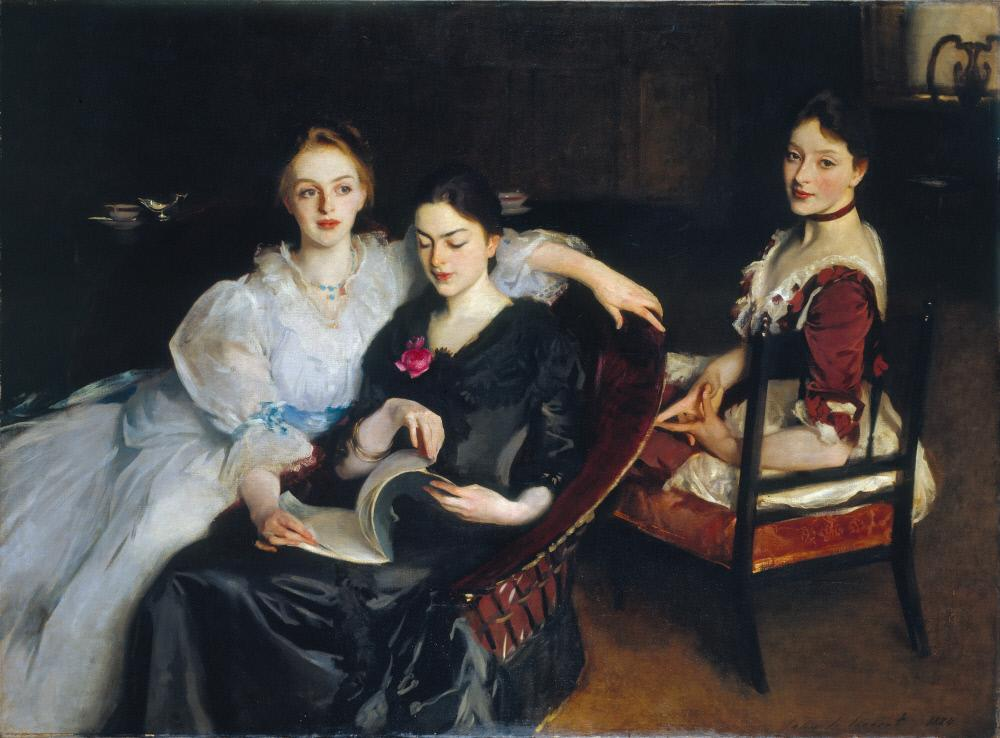
Las señoritas Vickers, 1884, óleo sobre lienzo, 137.8 × 182.9 cm, Weston Park Museum, Sheffield.
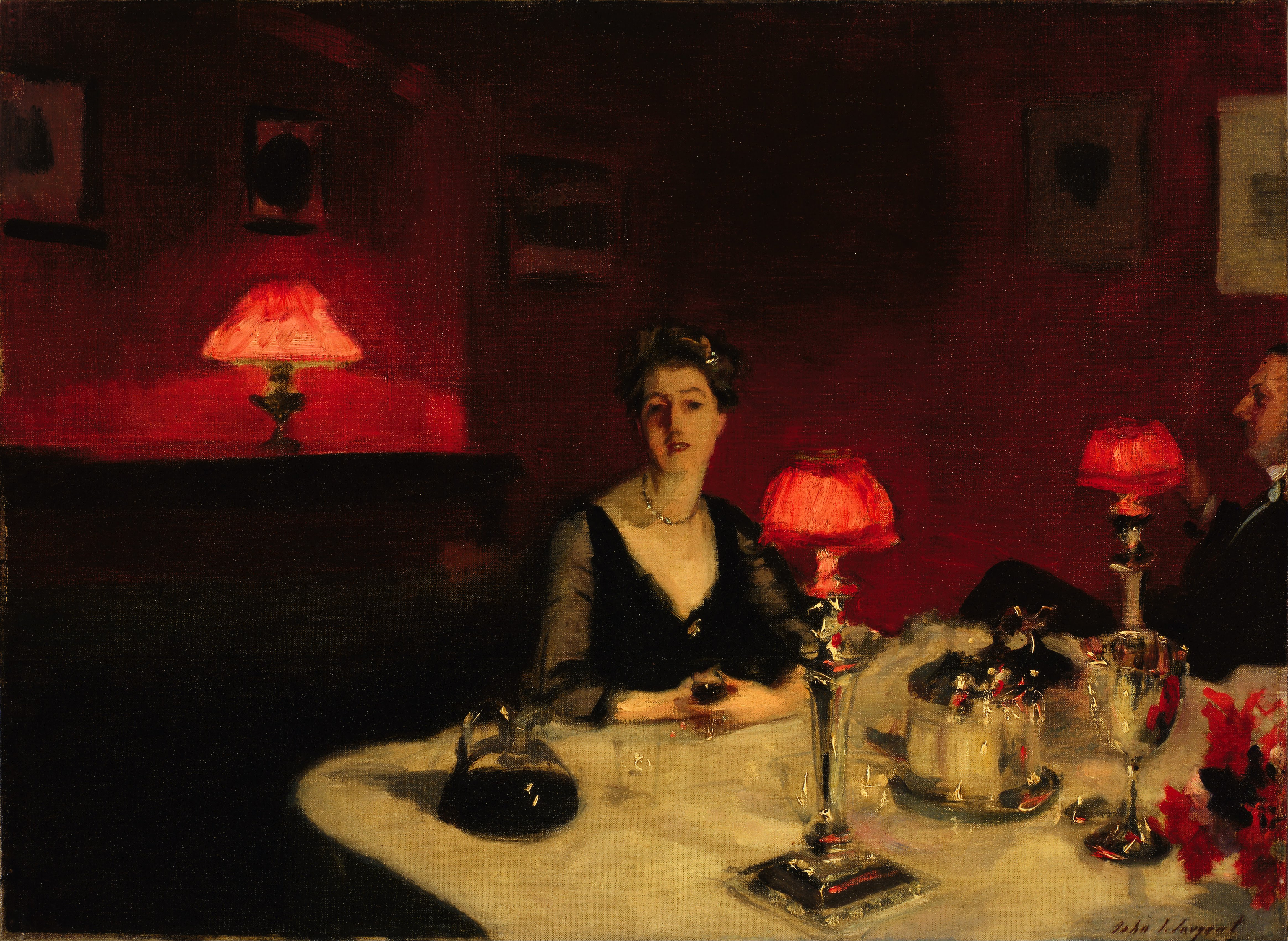
Le verre de porto, 1884, óleo sobre lienzo, 51.4 x 66.7 cm,  De Young Museum, San Francisco.
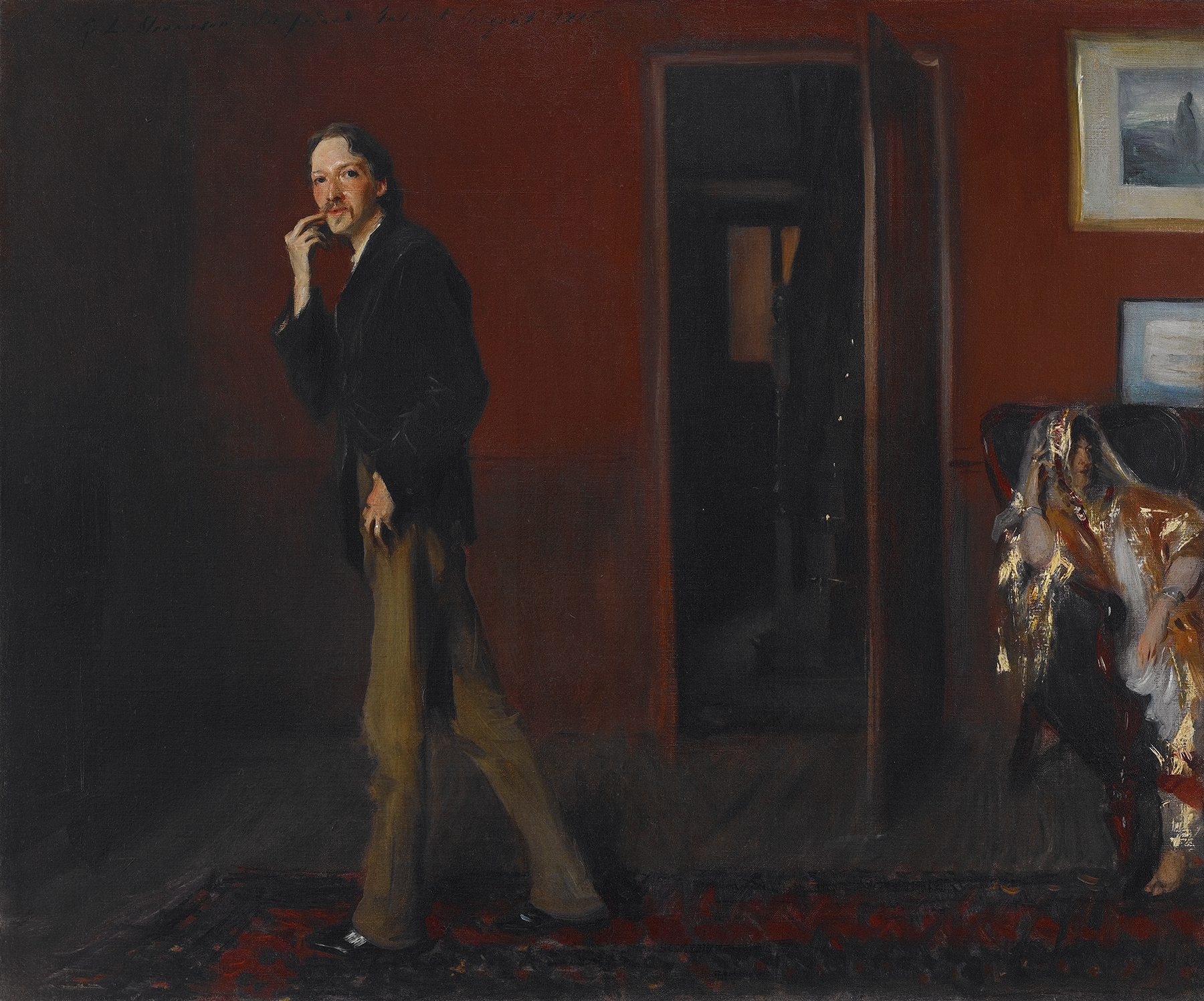
Robert Louis Stevenson y su esposa, 1885, óleo sobre lienzo, 52.1 × 62.2 cm, Crystal Bridges Museum of American Art, Bentonville (Arkansas).
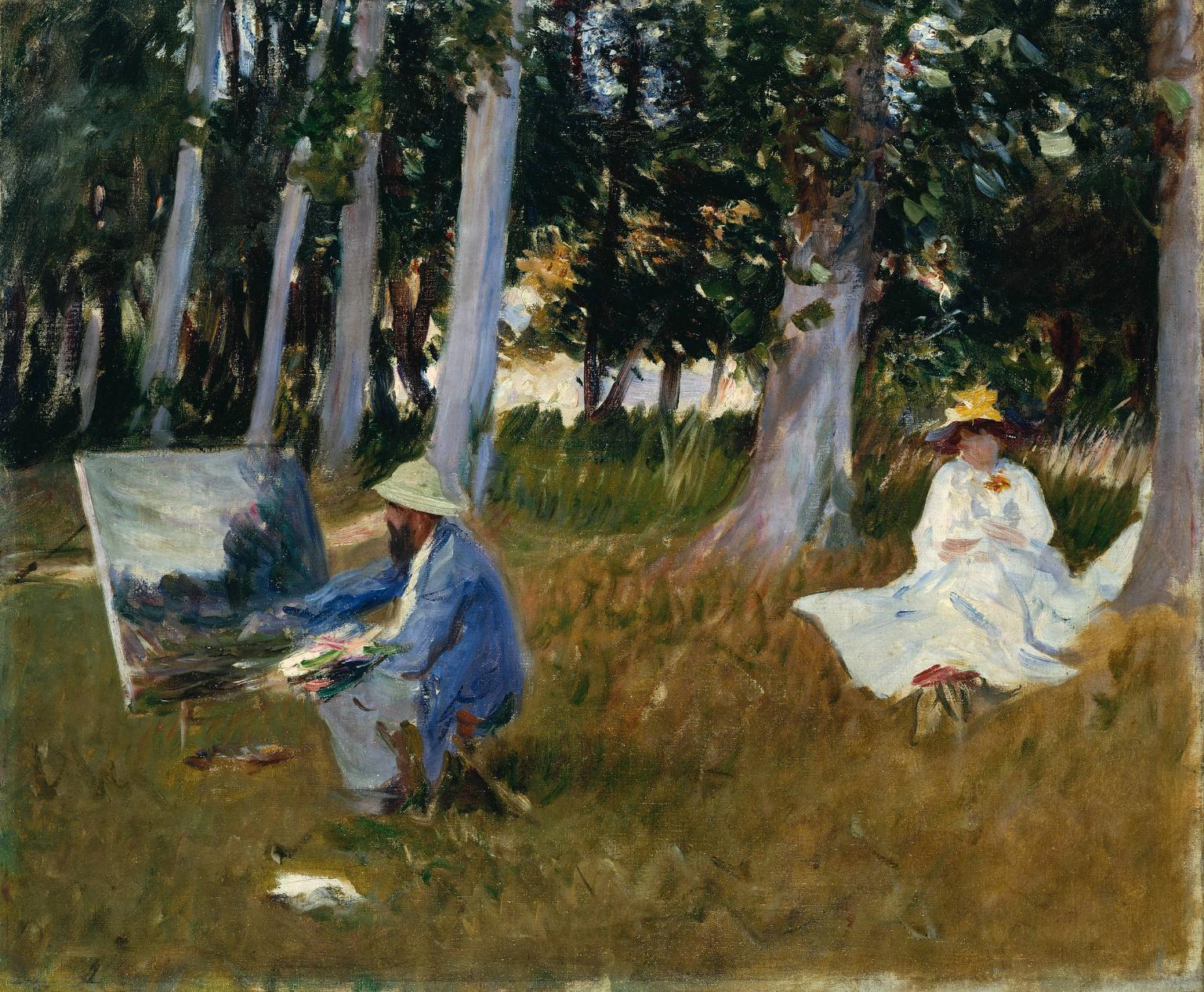
Claude Monet pintando en la linde de un bosque, 1885, óleo sobre lienzo, 64.8 x 54 cm, Tate Britain, Londres.
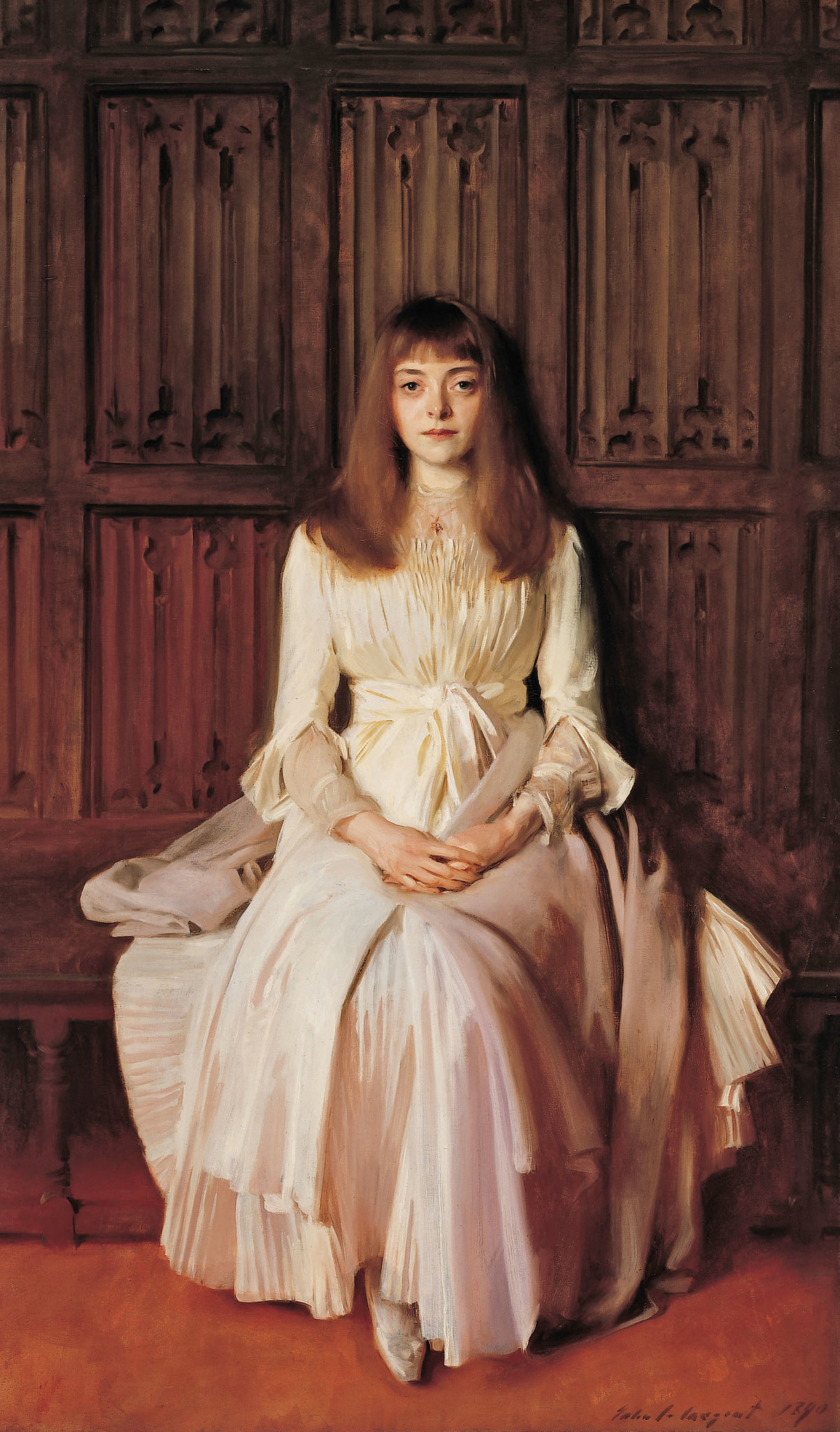
Miss Elsie Palmer, 1889, óleo sobre lienzo, 190.8 x 114.6 cm, Colorado Springs Fine Arts Center.
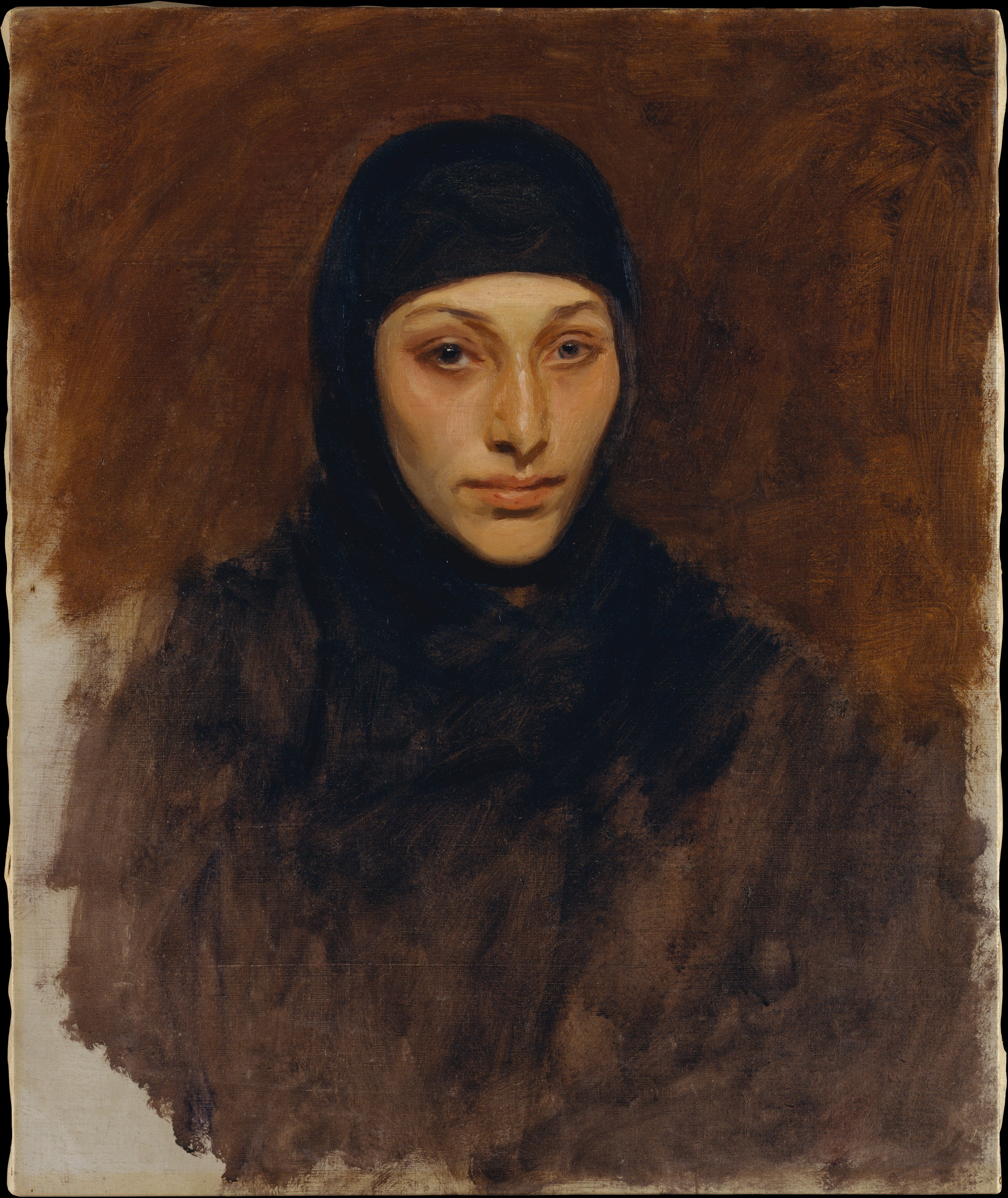
Egyptian Woman, 1890—91, óleo sobre lienzo, 64.8 x 53.3 cm, Metropolitan Museum of Art, Nueva York.
Life Study (Study of an Egyptian Girl), 1891, óleo sobre lienzo, 191 x 61 cm, Art Institute of Chicago
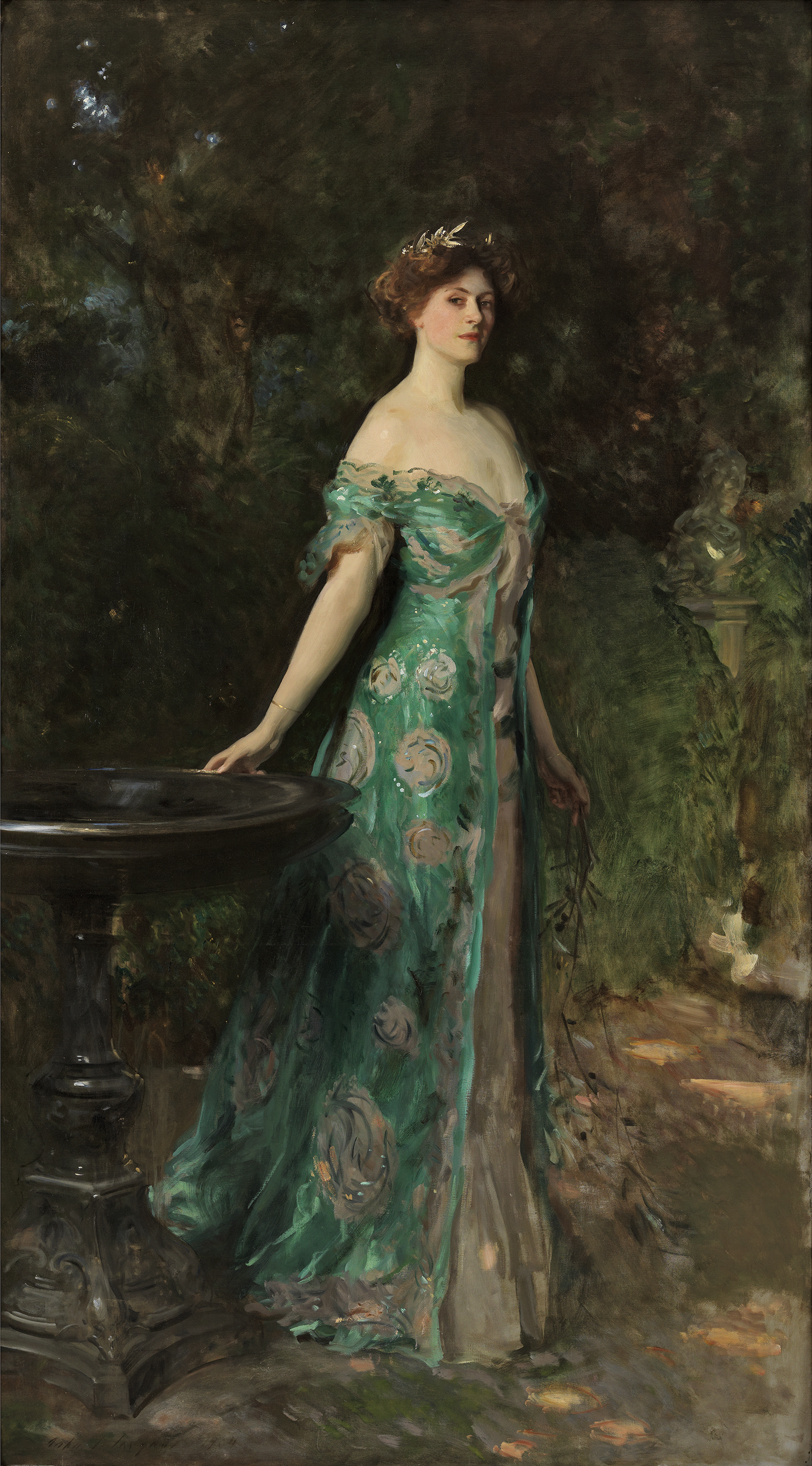
Millicent, Duquesa of Sutherland, 1904, óleo sobre lienzo, 95 x 70 cm, Museo Thyssen-Bornemisza, Madrid.
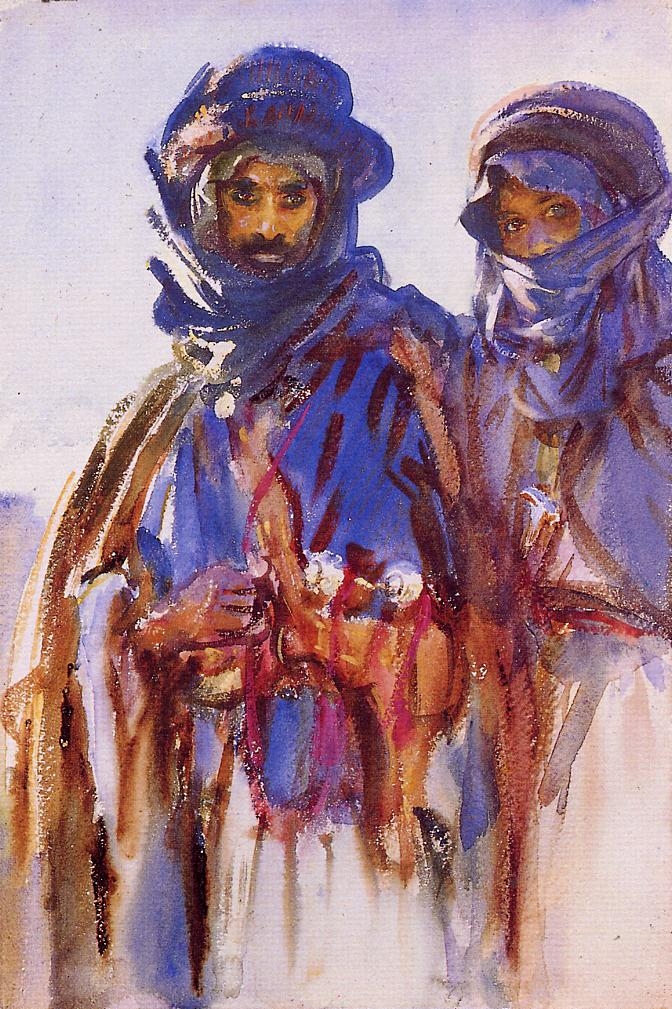
Beduinos, c. 1905—1906, acuarela, Brooklyn Museum, Nueva York.
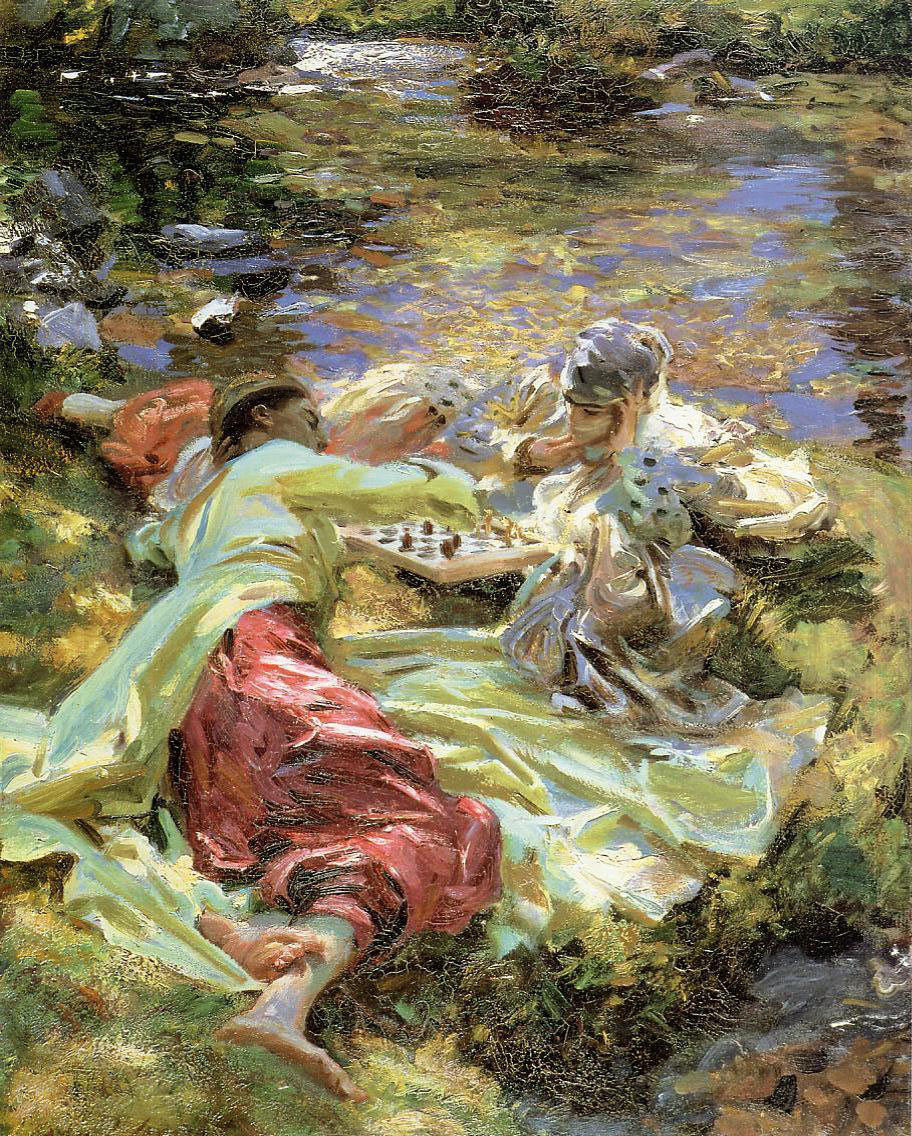
La partida de ajedrez, 1907, óleo sobre lienzo, 69.9 x 55.3 cm, Colección privada.
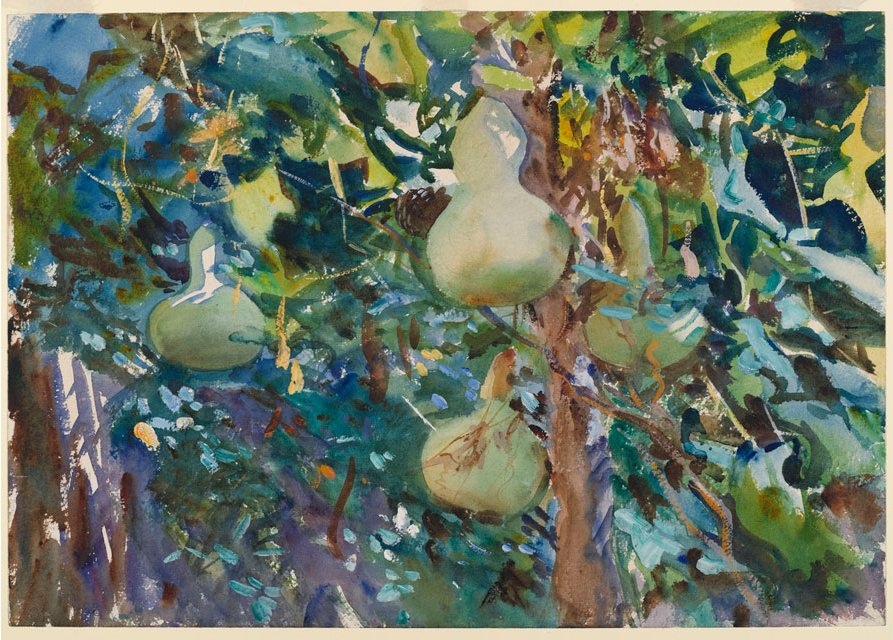
Calabazas, 1908, acuarela, 35.1 x 50cm, Brooklyn Museum, Nueva York.
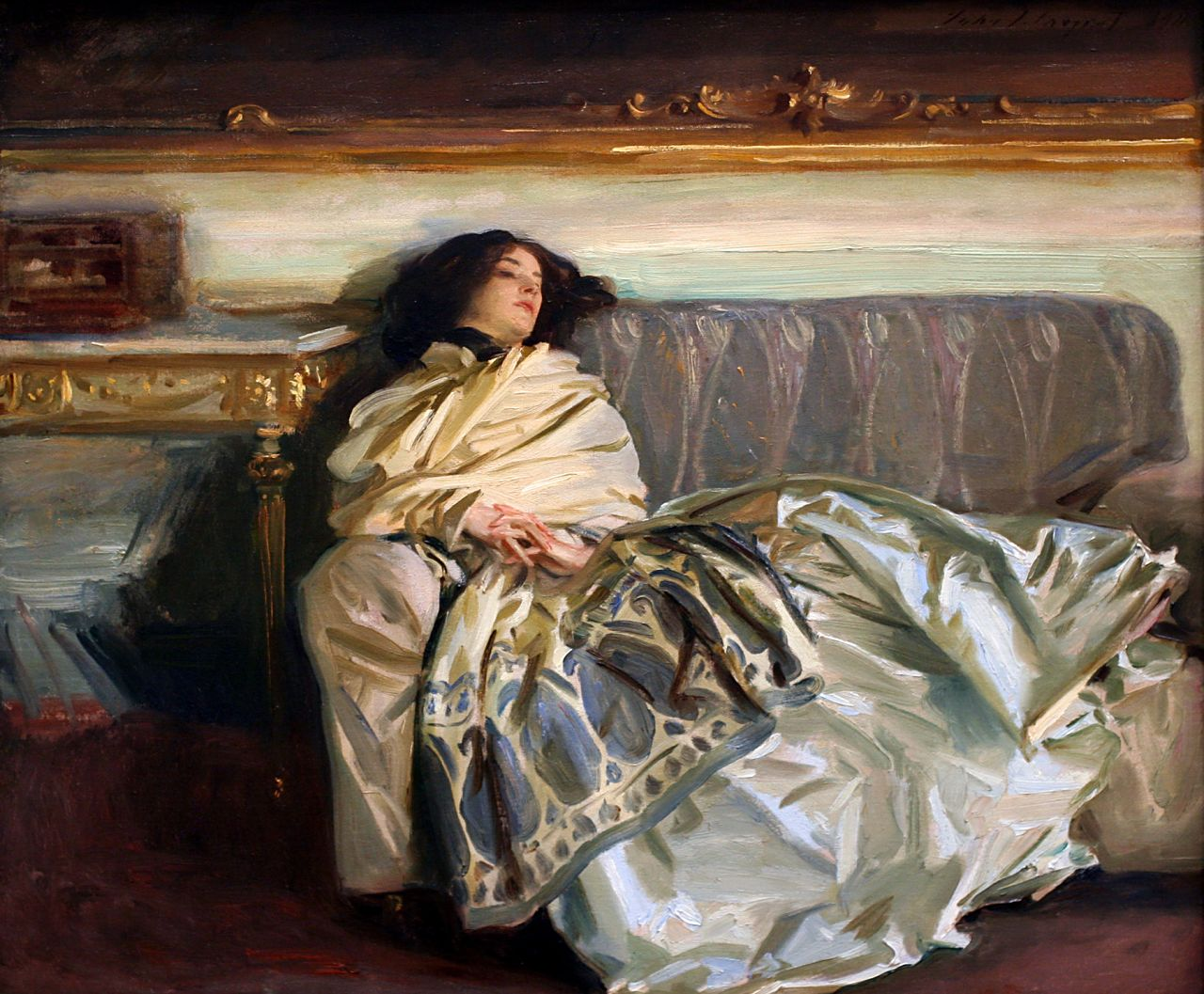
Nonchaloir (Indiferencia), 1911, óleo sobre lienzo, 63.8 × 76.2 cm, National Gallery of Art, Washington D.C.
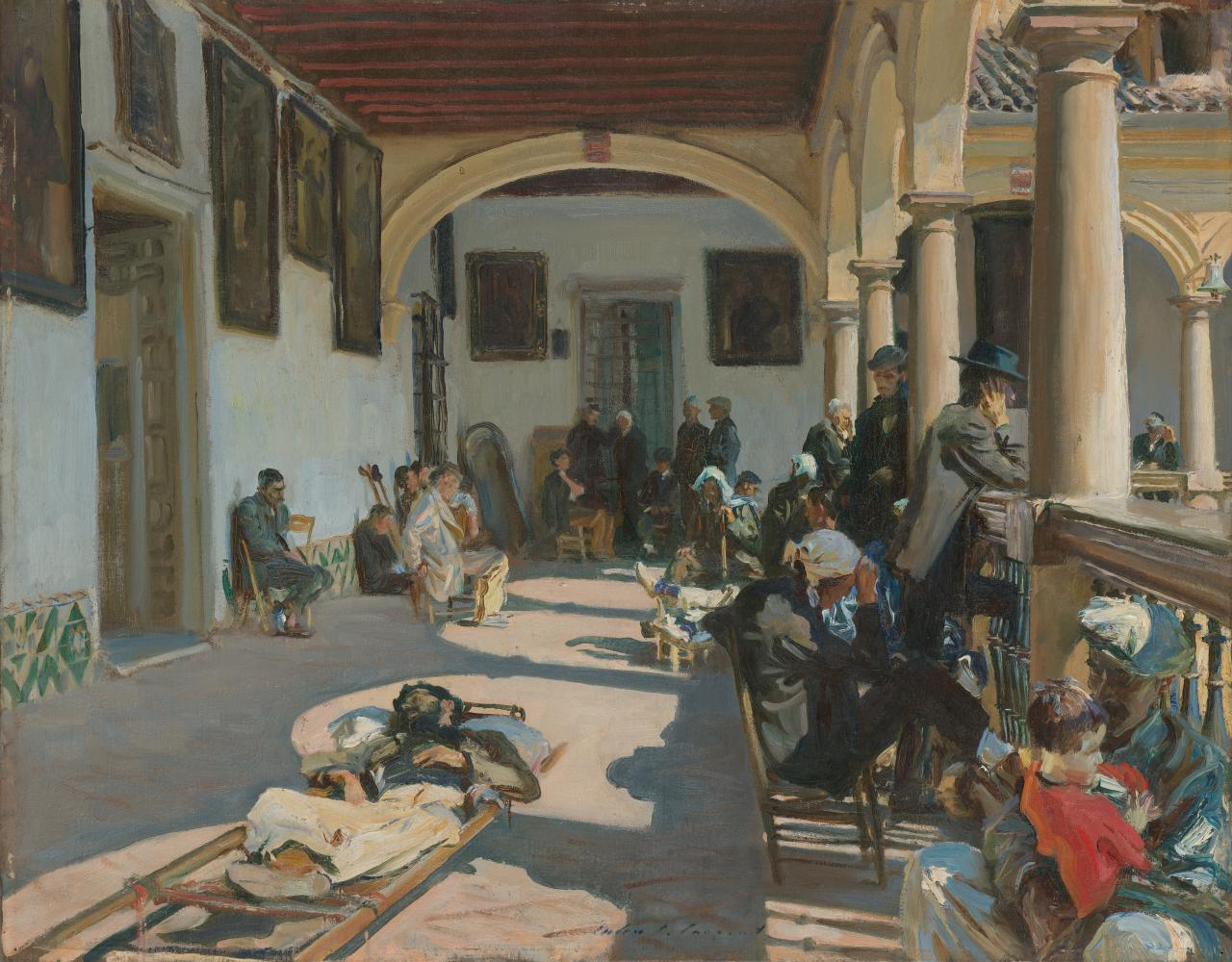
Hospital en Granada, 1912, óleo sobre lienzo, 56.2 × 71.5 cm, National Gallery of Victoria, Melbourne
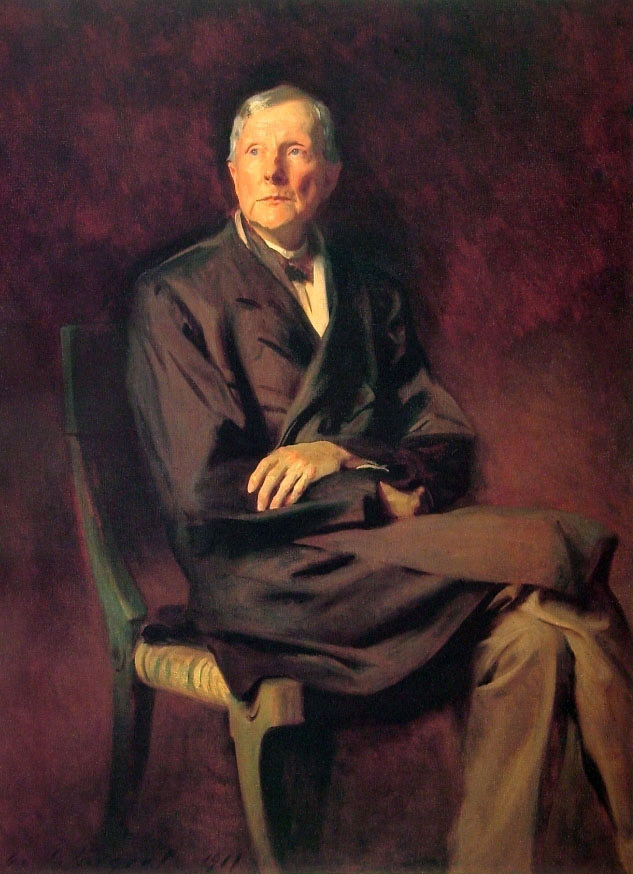
John D. Rockefeller, 1917, óleo sobre lienzo, 147.3 x 114.3 cm, Colección privada.
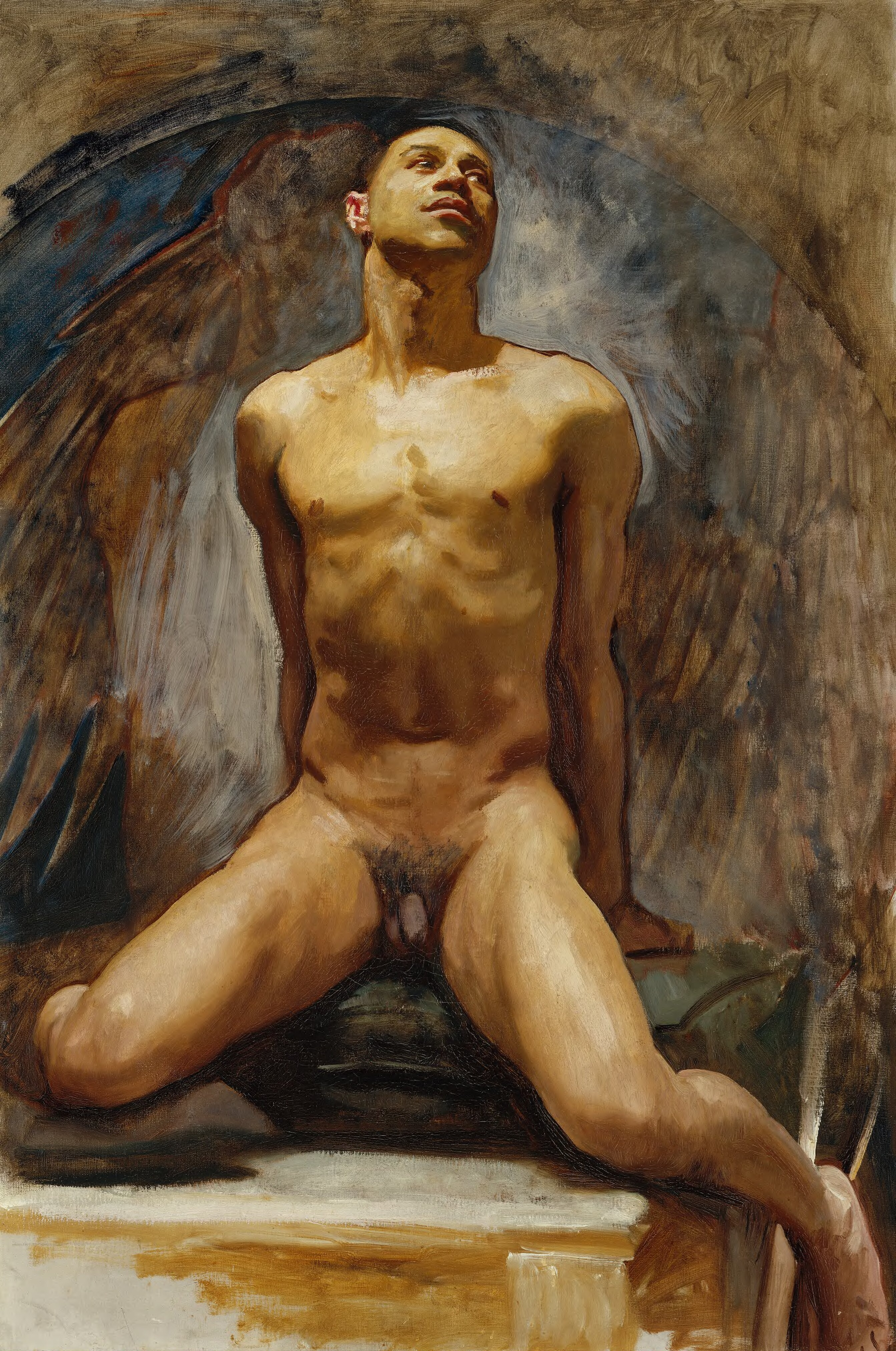
Thomas E. McKeller, 1917—20, óleo sobre lienzo, 125.73 x 84.45 cm, Museo de Bellas Artes (Boston).
Gaseados, 1918, óleo sobre lienzo, 231 × 611.1 cm, Imperial War Museum, Londres.